# Llista d'asteroides (3001-4000)
Llista d'asteroides del 3.001 al 4.000, amb data de descoberta i descobridor. És un fragment de la llista d'asteroides completa. Als asteroides se'ls dona un número quan es confirma la seva òrbita, per tant apareixen llistats aproximadament segons la data de descobriment.
Contingut: 3001... 3101... 3201... 3301... 3401... 3501... 3601... 3701... 3801... 3901... 

| Nom                     | Designació provisional | Data de descobriment    | Descobridor/s                                          |
| 3001-3100               | 3001-3100              | 3001-3100               | 3001-3100                                              |
| ----------------------- | ---------------------- | ----------------------- | ------------------------------------------------------ |
| (3001) Michelangelo     | 1982 BC1               | 24 de gener del 1982    | E. Bowell                                              |
| (3002) Delasalle        | 1982 FB3               | 20 de març del 1982     | H. Debehogne                                           |
| (3003) Konček           | 1983 YH                | 28 de desembre del 1983 | A. Mrkos                                               |
| (3004) Knud             | 1976 DD                | 27 de febrer del 1976   | R. M. West                                             |
| (3005) Pervictoralex    | 1979 QK2               | 22 d'agost del 1979     | C.-I. Lagerkvist                                       |
| (3006) Livadia          | 1979 SF11              | 24 de setembre del 1979 | Nikolai Txernikh                                       |
| (3007) Reaves           | 1979 UC                | 17 d'octubre del 1979   | E. Bowell                                              |
| (3008) Nojiri           | 1938 WA                | 17 de novembre del 1938 | K. Reinmuth                                            |
| (3009) Coventry         | 1973 SM2               | 22 de setembre del 1973 | Nikolai Txernikh                                       |
| (3010) Ushakov          | 1978 SB5               | 27 de setembre del 1978 | L. I. Chernykh                                         |
| (3011) Chongqing        | 1978 WM14              | 26 de novembre del 1978 | Purple Mountain Observatory                            |
| (3012) Minsk            | 1979 QU9               | 27 d'agost del 1979     | Nikolai Txernikh                                       |
| (3013) Dobrovoleva      | 1979 SD7               | 23 de setembre del 1979 | N. S. Chernykh                                         |
| (3014) Huangsushu       | 1979 TM                | 11 d'octubre del 1979   | Purple Mountain Observatory                            |
| (3015) Candy            | 1980 VN                | 9 de novembre del 1980  | E. Bowell                                              |
| (3016) Meuse            | 1981 EK                | 1 de març del 1981      | H. Debehogne, G. DeSanctis                             |
| (3017) Petrovič         | 1981 UL                | 25 d'octubre del 1981   | A. Mrkos                                               |
| (3018) Godiva           | 1982 KM                | 21 de maig del 1982     | E. Bowell                                              |
| (3019) Kulin            | 1940 AC                | 7 de gener del 1940     | G. Kulin                                               |
| (3020) Naudts           | 1949 PR                | 2 d'agost del 1949      | K. Reinmuth                                            |
| (3021) Lucubratio       | 1967 CB                | 6 de febrer del 1967    | P. Wild                                                |
| (3022) Dobermann        | 1980 SH                | 16 de setembre del 1980 | Z. Vávrová                                             |
| (3023) Heard            | 1981 JS                | 5 de maig del 1981      | E. Bowell                                              |
| (3024) Hainan           | 1981 UW9               | 23 d'octubre del 1981   | Purple Mountain Observatory                            |
| (3025) Higson           | 1982 QR                | 20 d'agost del 1982     | C. S. Shoemaker, E. M. Shoemaker                       |
| (3026) Sarastro         | 1977 TA1               | 12 d'octubre del 1977   | P. Wild                                                |
| (3027) Shavarsh         | 1978 PQ2               | 8 d'agost del 1978      | Nikolai Txernikh                                       |
| (3028) Zhangguoxi       | 1978 TA2               | 9 d'octubre del 1978    | Purple Mountain Observatory                            |
| (3029) Sanders          | 1981 EA8               | 1 de març del 1981      | S. J. Bus                                              |
| (3030) Vehrenberg       | 1981 EH16              | 1 de març del 1981      | S. J. Bus                                              |
| (3031) Houston          | 1984 CX                | 8 de febrer del 1984    | E. Bowell                                              |
| (3032) Evans            | 1984 CA1               | 8 de febrer del 1984    | E. Bowell                                              |
| (3033) Holbaek          | 1984 EJ                | 5 de març del 1984      | K. Augustesen, P. Jensen, H. J. Fogh Olsen             |
| (3034) Climenhaga       | A917 SE                | 24 de setembre del 1917 | M. F. Wolf                                             |
| (3035) Chambers         | A924 EJ                | 7 de març del 1924      | K. Reinmuth                                            |
| (3036) Krat             | 1937 TO                | 11 d'octubre del 1937   | G. N. Neujmin                                          |
| (3037) Alku             | 1944 BA                | 17 de gener del 1944    | Y. Väisälä                                             |
| (3038) Bernes           | 1978 QB3               | 31 d'agost del 1978     | Nikolai Txernikh                                       |
| (3039) Yangel           | 1978 SP2               | 26 de setembre del 1978 | L. V. Zhuravleva                                       |
| (3040) Kozai            | 1979 BA                | 23 de gener del 1979    | W. Liller                                              |
| (3041) Webb             | 1980 GD                | 15 d'abril del 1980     | E. Bowell                                              |
| (3042) Zelinsky         | 1981 EF10              | 1 de març del 1981      | S. J. Bus                                              |
| (3043) San Diego        | 1982 SA                | 20 de setembre del 1982 | E. F. Helin                                            |
| (3044) Saltykov         | 1983 RE3               | 2 de setembre del 1983  | N. V. Metlova, N. E. Kurochkin                         |
| (3045) Alois            | 1984 AW                | 8 de gener del 1984     | J. Wagner                                              |
| (3046) Molière          | 4120 P-L               | 24 de setembre del 1960 | C. J. van Houten, I. van Houten-Groeneveld, T. Gehrels |
| (3047) Goethe           | 6091 P-L               | 24 de setembre del 1960 | C. J. van Houten, I. van Houten-Groeneveld, T. Gehrels |
| (3048) Guangzhou        | 1964 TH1               | 8 d'octubre del 1964    | Purple Mountain Observatory                            |
| (3049) Kuzbass          | 1968 FH                | 28 de març del 1968     | T. M. Smirnova                                         |
| (3050) Carrera          | 1972 NW                | 13 de juliol del 1972   | C. Torres                                              |
| (3051) Nantong          | 1974 YP                | 19 de desembre del 1974 | Purple Mountain Observatory                            |
| (3052) Herzen           | 1976 YJ3               | 16 de desembre del 1976 | L. I. Chernykh                                         |
| (3053) Dresden          | 1977 QS                | 18 d'agost del 1977     | Nikolai Txernikh                                       |
| (3054) Strugatskia      | 1977 RE7               | 11 de setembre del 1977 | N. S. Chernykh                                         |
| (3055) Annapavlova      | 1978 TR3               | 4 d'octubre del 1978    | T. M. Smirnova                                         |
| (3056) INAG             | 1978 VD1               | 1 de novembre del 1978  | K. Tomita                                              |
| (3057) Mälaren          | 1981 EG                | 9 de març del 1981      | E. Bowell                                              |
| (3058) Delmary          | 1981 EO17              | 1 de març del 1981      | S. J. Bus                                              |
| (3059) Pryor            | 1981 EF23              | 3 de març del 1981      | S. J. Bus                                              |
| (3060) Delcano          | 1982 RD1               | 12 de setembre del 1982 | P. Wild                                                |
| (3061) Cook             | 1982 UB1               | 21 d'octubre del 1982   | E. Bowell                                              |
| (3062) Wren             | 1982 XC                | 14 de desembre del 1982 | E. Bowell                                              |
| (3063) Makhaon          | 1983 PV                | 4 d'agost del 1983      | L. G. Karachkina                                       |
| (3064) Zimmer           | 1984 BB1               | 28 de gener del 1984    | E. Bowell                                              |
| (3065) Sarahill         | 1984 CV                | 8 de febrer del 1984    | E. Bowell                                              |
| (3066) McFadden         | 1984 EO                | 1 de març del 1984      | E. Bowell                                              |
| (3067) Akhmatova        | 1982 TE2               | 14 d'octubre del 1982   | L. V. Zhuravleva, L. G. Karachkina                     |
| (3068) Khanina          | 1982 YJ1               | 23 de desembre del 1982 | L. G. Karachkina                                       |
| (3069) Heyrovský        | 1982 UG2               | 16 d'octubre del 1982   | Z. Vávrová                                             |
| (3070) Aitken           | 1949 GK                | 4 d'abril del 1949      | Universitat d'Indiana                                  |
| (3071) Nesterov         | 1973 FT1               | 28 de març del 1973     | T. M. Smirnova                                         |
| (3072) Vilnius          | 1978 RS1               | 5 de setembre del 1978  | Nikolai Txernikh                                       |
| (3073) Kursk            | 1979 SW11              | 24 de setembre del 1979 | N. S. Chernykh                                         |
| (3074) Popov            | 1979 YE9               | 24 de desembre del 1979 | L. V. Zhuravleva                                       |
| (3075) Bornmann         | 1981 EY15              | 1 de març del 1981      | S. J. Bus                                              |
| (3076) Garber           | 1982 RB1               | 13 de setembre del 1982 | Oak Ridge Observatory                                  |
| (3077) Henderson        | 1982 SK                | 22 de setembre del 1982 | E. Bowell                                              |
| (3078) Horrocks         | 1984 FG                | 31 de març del 1984     | E. Bowell                                              |
| (3079) Schiller         | 2578 P-L               | 24 de setembre del 1960 | C. J. van Houten, I. van Houten-Groeneveld, T. Gehrels |
| (3080) Moisseiev        | 1935 TE                | 3 d'octubre del 1935    | P. F. Shajn                                            |
| (3081) Martinůboh       | 1971 UP                | 26 d'octubre del 1971   | L. Kohoutek                                            |
| (3082) Dzhalil          | 1972 KE                | 17 de maig del 1972     | T. M. Smirnova                                         |
| (3083) OAFA             | 1974 MH                | 17 de juny del 1974     | Felix Aguilar Observatory                              |
| (3084) Kondratyuk       | 1977 QB1               | 19 d'agost del 1977     | Nikolai Txernikh                                       |
| (3085) Donna            | 1980 DA                | 18 de febrer del 1980   | Harvard Observatory                                    |
| (3086) Kalbaugh         | 1980 XE                | 4 de desembre del 1980  | E. Bowell                                              |
| (3087) Beatrice Tinsley | 1981 QJ1               | 30 d'agost del 1981     | A. C. Gilmore, P. M. Kilmartin                         |
| (3088) Jinxiuzhonghua   | 1981 UX9               | 24 d'octubre del 1981   | Purple Mountain Observatory                            |
| (3089) Oujianquan       | 1981 XK2               | 3 de desembre del 1981  | Purple Mountain Observatory                            |
| (3090) Tjossem          | 1982 AN                | 4 de gener del 1982     | J. Gibson                                              |
| (3091) van den Heuvel   | 6081 P-L               | 24 de setembre del 1960 | C. J. van Houten, I. van Houten-Groeneveld, T. Gehrels |
| (3092) Herodotus        | 6550 P-L               | 24 de setembre del 1960 | C. J. van Houten, I. van Houten-Groeneveld, T. Gehrels |
| (3093) Bergholz         | 1971 MG                | 28 de juny del 1971     | T. M. Smirnova                                         |
| (3094) Chukokkala       | 1979 FE2               | 23 de març del 1979     | Nikolai Txernikh                                       |
| (3095) Omarkhayyam      | 1980 RT2               | 8 de setembre del 1980  | L. V. Zhuravleva                                       |
| (3096) Bezruč           | 1981 QC1               | 28 d'agost del 1981     | Z. Vávrová                                             |
| (3097) Tacitus          | 2011 P-L               | 24 de setembre del 1960 | C. J. van Houten, I. van Houten-Groeneveld, T. Gehrels |
| (3098) van Sprang       | 4579 P-L               | 24 de setembre del 1960 | C. J. van Houten, I. van Houten-Groeneveld, T. Gehrels |
| (3099) Hergenrother     | 1940 GF                | 3 d'abril del 1940      | Y. Väisälä                                             |
| (3100) Zimmerman        | 1977 EQ1               | 13 de març del 1977     | Nikolai Txernikh                                       |
| 3101-3200               |                        |                         |                                                        |
| (3101) Goldberger       | 1978 GB                | 11 d'abril del 1978     | E. F. Helin, G. Grueff, J. V. Wall                     |
| (3102) Krok             | 1981 QA                | 21 d'agost del 1981     | Ladislav Brožek                                        |
| (3103) Eger             | 1982 BB                | 20 de gener del 1982    | M. Lovas                                               |
| (3104) Dürer            | 1982 BB1               | 24 de gener del 1982    | E. Bowell                                              |
| (3105) Stumpff          | A907 PB                | 8 d'agost del 1907      | A. Kopff                                               |
| (3106) Morabito         | 1981 EE                | 9 de març del 1981      | E. Bowell                                              |
| (3107) Weaver           | 1981 JG2               | 5 de maig del 1981      | C. S. Shoemaker                                        |
| (3108) Lyubov           | 1972 QM                | 18 d'agost del 1972     | L. V. Zhuravleva                                       |
| (3109) Machin           | 1974 DC                | 19 de febrer del 1974   | L. Kohoutek                                            |
| (3110) Wagman           | 1975 SC                | 28 de setembre del 1975 | H. L. Giclas                                           |
| (3111) Misuzu           | 1977 DX8               | 19 de febrer del 1977   | H. Kosai, K. Hurukawa                                  |
| (3112) Velimir          | 1977 QC5               | 22 d'agost del 1977     | Nikolai Txernikh                                       |
| (3113) Chizhevskij      | 1978 RO                | 1 de setembre del 1978  | N. S. Chernykh                                         |
| (3114) Ercilla          | 1980 FB12              | 19 de març del 1980     | University of Chile                                    |
| (3115) Baily            | 1981 PL                | 3 d'agost del 1981      | E. Bowell                                              |
| (3116) Goodricke        | 1983 CF                | 11 de febrer del 1983   | E. Bowell                                              |
| (3117) Niepce           | 1983 CM1               | 11 de febrer del 1983   | N. G. Thomas                                           |
| (3118) Claytonsmith     | 1974 OD                | 19 de juliol del 1974   | Felix Aguilar Observatory                              |
| (3119) Dobronravin      | 1972 YX                | 30 de desembre del 1972 | T. M. Smirnova                                         |
| (3120) Dangrania        | 1979 RZ                | 14 de setembre del 1979 | Nikolai Txernikh                                       |
| (3121) Tamines          | 1981 EV                | 2 de març del 1981      | H. Debehogne, G. DeSanctis                             |
| (3122) Florence         | 1981 ET3               | 2 de març del 1981      | S. J. Bus                                              |
| (3123) Dunham           | 1981 QF2               | 30 d'agost del 1981     | E. Bowell                                              |
| (3124) Kansas           | 1981 VB                | 3 de novembre del 1981  | D. J. Tholen                                           |
| (3125) Hay              | 1982 BJ1               | 24 de gener del 1982    | E. Bowell                                              |
| (3126) Davydov          | 1969 TP1               | 8 d'octubre del 1969    | L. I. Chernykh                                         |
| (3127) Bagration        | 1973 ST4               | 27 de setembre del 1973 | L. I. Chernykh                                         |
| (3128) Obruchev         | 1979 FJ2               | 23 de març del 1979     | Nikolai Txernikh                                       |
| (3129) Bonestell        | 1979 MK2               | 25 de juny del 1979     | E. F. Helin, S. J. Bus                                 |
| (3130) Hillary          | 1981 YO                | 20 de desembre del 1981 | A. Mrkos                                               |
| (3131) Mason-Dixon      | 1982 BM1               | 24 de gener del 1982    | E. Bowell                                              |
| (3132) Landgraf         | 1940 WL                | 29 de novembre del 1940 | L. Oterma                                              |
| (3133) Sendai           | A907 TC                | 4 d'octubre del 1907    | A. Kopff                                               |
| (3134) Kostinsky        | A921 VA                | 5 de novembre del 1921  | S. Beljavskij                                          |
| (3135) Lauer            | 1981 EC9               | 1 de març del 1981      | S. J. Bus                                              |
| (3136) Anshan           | 1981 WD4               | 18 de novembre del 1981 | Purple Mountain Observatory                            |
| (3137) Horky            | 1982 SM1               | 16 de setembre del 1982 | A. Mrkos                                               |
| (3138) Ciney            | 1980 KL                | 22 de maig del 1980     | H. Debehogne                                           |
| (3139) Shantou          | 1980 VL1               | 11 de novembre del 1980 | Purple Mountain Observatory                            |
| (3140) Stellafane       | 1983 AO                | 9 de gener del 1983     | B. A. Skiff                                            |
| (3141) Buchar           | 1984 RH                | 2 de setembre del 1984  | A. Mrkos                                               |
| (3142) Kilopi           | 1937 AC                | 9 de gener del 1937     | A. Patry                                               |
| (3143) Genecampbell     | 1980 UA                | 31 d'octubre del 1980   | Harvard Observatory                                    |
| (3144) Brosche          | 1931 TY1               | 10 d'octubre del 1931   | K. Reinmuth                                            |
| (3145) Walter Adams     | 1955 RY                | 14 de setembre del 1955 | Universitat d'Indiana                                  |
| (3146) Dato             | 1972 KG                | 17 de maig del 1972     | T. M. Smirnova                                         |
| (3147) Samantha         | 1976 YU3               | 16 de desembre del 1976 | L. I. Chernykh                                         |
| (3148) Grechko          | 1979 SA12              | 24 de setembre del 1979 | Nikolai Txernikh                                       |
| (3149) Okudzhava        | 1981 SH                | 22 de setembre del 1981 | Z. Vávrová                                             |
| (3150) Tosa             | 1983 CB                | 11 de febrer del 1983   | T. Seki                                                |
| (3151) Talbot           | 1983 HF                | 18 d'abril del 1983     | N. G. Thomas                                           |
| (3152) Jones            | 1983 LF                | 7 de juny del 1983      | A. C. Gilmore, P. M. Kilmartin                         |
| (3153) Lincoln          | 1984 SH3               | 28 de setembre del 1984 | B. A. Skiff                                            |
| 3154 Grant              | 1984 SO3               | 28 de setembre del 1984 | B. A. Skiff                                            |
| (3155) Lee              | 1984 SP3               | 28 de setembre del 1984 | B. A. Skiff                                            |
| (3156) Ellington        | 1953 EE                | 15 de març del 1953     | A. Schmitt                                             |
| (3157) Novikov          | 1973 SX3               | 25 de setembre del 1973 | L. V. Zhuravleva                                       |
| (3158) Anga             | 1976 SU2               | 24 de setembre del 1976 | Nikolai Txernikh                                       |
| (3159) Prokofʹev        | 1976 US2               | 26 d'octubre del 1976   | T. M. Smirnova                                         |
| (3160) Angerhofer       | 1980 LE                | 14 de juny del 1980     | E. Bowell                                              |
| (3161) Beadell          | 1980 TB5               | 9 d'octubre del 1980    | C. S. Shoemaker                                        |
| (3162) Nostalgia        | 1980 YH                | 16 de desembre del 1980 | E. Bowell                                              |
| (3163) Randi            | 1981 QM                | 28 d'agost del 1981     | C. T. Kowal                                            |
| (3164) Prast            | 6562 P-L               | 24 de setembre del 1960 | C. J. van Houten, I. van Houten-Groeneveld, T. Gehrels |
| (3165) Mikawa           | 1984 QE                | 31 d'agost del 1984     | K. Suzuki, T. Urata                                    |
| (3166) Klondike         | 1940 FG                | 30 de març del 1940     | Y. Väisälä                                             |
| (3167) Babcock          | 1955 RS                | 13 de setembre del 1955 | Universitat d'Indiana                                  |
| (3168) Lomnický Štít    | 1980 XM                | 1 de desembre del 1980  | A. Mrkos                                               |
| (3169) Ostro            | 1981 LA                | 4 de juny del 1981      | E. Bowell                                              |
| (3170) Dzhanibekov      | 1979 SS11              | 24 de setembre del 1979 | Nikolai Txernikh                                       |
| (3171) Wangshouguan     | 1979 WO                | 19 de novembre del 1979 | Purple Mountain Observatory                            |
| (3172) Hirst            | 1981 WW                | 24 de novembre del 1981 | E. Bowell                                              |
| (3173) McNaught         | 1981 WY                | 24 de novembre del 1981 | E. Bowell                                              |
| (3174) Alcock           | 1984 UV                | 26 d'octubre del 1984   | E. Bowell                                              |
| (3175) Netto            | 1979 YP                | 16 de desembre del 1979 | H. Debehogne, E. R. Netto                              |
| (3176) Paolicchi        | 1980 VR1               | 13 de novembre del 1980 | Z. Knežević                                            |
| (3177) Chillicothe      | 1934 AK                | 8 de gener del 1934     | H. L. Giclas                                           |
| (3178) Yoshitsune       | 1984 WA                | 21 de novembre del 1984 | K. Suzuki, T. Urata                                    |
| (3179) Beruti           | 1962 FA                | 31 de març del 1962     | La Plata Observatory                                   |
| (3180) Morgan           | 1962 RO                | 7 de setembre del 1962  | Universitat d'Indiana                                  |
| (3181) Ahnert           | 1964 EC                | 8 de març del 1964      | F. Börngen                                             |
| (3182) Shimanto         | 1984 WC                | 27 de novembre del 1984 | T. Seki                                                |
| (3183) Franzkaiser      | 1949 PP                | 2 d'agost del 1949      | K. Reinmuth                                            |
| (3184) Raab             | 1949 QC                | 22 d'agost del 1949     | E. L. Johnson                                          |
| (3185) Clintford        | 1953 VY1               | 11 de novembre del 1953 | Universitat d'Indiana                                  |
| (3186) Manuilova        | 1973 SD3               | 22 de setembre del 1973 | Nikolai Txernikh                                       |
| (3187) Dalian           | 1977 TO3               | 10 d'octubre del 1977   | Purple Mountain Observatory                            |
| (3188) Jekabsons        | 1978 OM                | 28 de juliol del 1978   | Perth Observatory                                      |
| (3189) Penza            | 1978 RF6               | 13 de setembre del 1978 | Nikolai Txernikh                                       |
| (3190) Apoixanski       | 1978 SR6               | 26 de setembre del 1978 | Liudmila Juravliova                                    |
| (3191) Svanetia         | 1979 SX9               | 22 de setembre del 1979 | Nikolai Txernikh                                       |
| (3192) A'Hearn          | 1982 BY1               | 30 de gener del 1982    | E. Bowell                                              |
| (3193) Elliot           | 1982 DJ                | 20 de febrer del 1982   | E. Bowell                                              |
| (3194) Dorsey           | 1982 KD1               | 27 de maig del 1982     | C. S. Shoemaker                                        |
| (3195) Fedchenko        | 1978 PT2               | 8 d'agost del 1978      | Nikolai Txernikh                                       |
| (3196) Maklaj           | 1978 RY                | 1 de setembre del 1978  | N. S. Chernykh                                         |
| (3197) Weissman         | 1981 AD                | 1 de gener del 1981     | E. Bowell                                              |
| (3198) Wallonia         | 1981 YH1               | 30 de desembre del 1981 | F. Dossin                                              |
| (3199) Nefertiti        | 1982 RA                | 13 de setembre del 1982 | C. S. Shoemaker, E. M. Shoemaker                       |
| (3200) Phaethon         | 1983 TB                | 11 d'octubre del 1983   | IRAS                                                   |
| 3201-3300               |                        |                         |                                                        |
| (3201) Sijthoff         | 6560 P-L               | 24 de setembre del 1960 | C. J. van Houten, I. van Houten-Groeneveld, T. Gehrels |
| (3202) Graff            | A908 AA                | 3 de gener del 1908     | M. F. Wolf                                             |
| (3203) Huth             | 1938 SL                | 18 de setembre del 1938 | C. Hoffmeister                                         |
| (3204) Lindgren         | 1978 RH                | 1 de setembre del 1978  | Nikolai Txernikh                                       |
| (3205) Boksenberg       | 1979 MO6               | 25 de juny del 1979     | E. F. Helin, S. J. Bus                                 |
| (3206) Wuhan            | 1980 VN1               | 13 de novembre del 1980 | Purple Mountain Observatory                            |
| (3207) Spinrad          | 1981 EY25              | 2 de març del 1981      | S. J. Bus                                              |
| (3208) Lunn             | 1981 JM                | 3 de maig del 1981      | E. Bowell                                              |
| (3209) Buchwald         | 1982 BL1               | 24 de gener del 1982    | E. Bowell                                              |
| (3210) Lupishko         | 1983 WH1               | 29 de novembre del 1983 | E. Bowell                                              |
| (3211) Louispharailda   | 1931 CE                | 10 de febrer del 1931   | G. van Biesbroeck                                      |
| (3212) Agricola         | 1938 DH2               | 19 de febrer del 1938   | Y. Väisälä                                             |
| (3213) Smolensk         | 1977 NQ                | 14 de juliol del 1977   | Nikolai Txernikh                                       |
| (3214) Makarenko        | 1978 TZ6               | 2 d'octubre del 1978    | L. V. Zhuravleva                                       |
| (3215) Lapko            | 1980 BQ                | 23 de gener del 1980    | L. G. Karachkina                                       |
| (3216) Harrington       | 1980 RB                | 4 de setembre del 1980  | E. Bowell                                              |
| (3217) Seidelmann       | 1980 RK                | 2 de setembre del 1980  | E. Bowell                                              |
| (3218) Delphine         | 6611 P-L               | 24 de setembre del 1960 | C. J. van Houten, I. van Houten-Groeneveld, T. Gehrels |
| (3219) Komaki           | 1934 CX                | 4 de febrer del 1934    | K. Reinmuth                                            |
| (3220) Murayama         | 1951 WF                | 22 de novembre del 1951 | M. Laugier                                             |
| (3221) Changshi         | 1981 XF2               | 2 de desembre del 1981  | Purple Mountain Observatory                            |
| (3222) Liller           | 1983 NJ                | 10 de juliol del 1983   | E. Bowell                                              |
| (3223) Forsius          | 1942 RN                | 7 de setembre del 1942  | Y. Väisälä                                             |
| (3224) Irkutsk          | 1977 RL6               | 11 de setembre del 1977 | Nikolai Txernikh                                       |
| (3225) Hoag             | 1982 QQ                | 20 d'agost del 1982     | C. S. Shoemaker, E. M. Shoemaker                       |
| (3226) Plinius          | 6565 P-L               | 24 de setembre del 1960 | C. J. van Houten, I. van Houten-Groeneveld, T. Gehrels |
| (3227) Hasegawa         | 1928 DF                | 24 de febrer del 1928   | K. Reinmuth                                            |
| (3228) Pire             | 1935 CL                | 8 de febrer del 1935    | S. J. Arend                                            |
| (3229) Solnhofen        | A916 PC                | 9 d'agost del 1916      | H. Thiele                                              |
| (3230) Vampilov         | 1972 LE                | 8 de juny del 1972      | Nikolai Txernikh                                       |
| (3231) Mila             | 1972 RU2               | 4 de setembre del 1972  | L. V. Zhuravleva                                       |
| (3232) Brest            | 1974 SL                | 19 de setembre del 1974 | L. I. Chernykh                                         |
| (3233) Krišbarons       | 1977 RA6               | 9 de setembre del 1977  | Nikolai Txernikh                                       |
| (3234) Hergiani         | 1978 QO2               | 31 d'agost del 1978     | N. S. Chernykh                                         |
| (3235) Melchior         | 1981 EL1               | 6 de març del 1981      | H. Debehogne, G. DeSanctis                             |
| (3236) Strand           | 1982 BH1               | 24 de gener del 1982    | E. Bowell                                              |
| (3237) Victorplatt      | 1984 SA5               | 25 de setembre del 1984 | J. Platt                                               |
| (3238) Timresovia       | 1975 VB9               | 8 de novembre del 1975  | Nikolai Txernikh                                       |
| (3239) Meizhou          | 1978 UJ2               | 29 d'octubre del 1978   | Purple Mountain Observatory                            |
| (3240) Laocoon          | 1978 VG6               | 7 de novembre del 1978  | E. F. Helin, S. J. Bus                                 |
| (3241) Yeshuhua         | 1978 WH14              | 28 de novembre del 1978 | Purple Mountain Observatory                            |
| (3242) Bakhchisaraj     | 1979 SG9               | 22 de setembre del 1979 | Nikolai Txernikh                                       |
| (3243) Skytel           | 1980 DC                | 19 de febrer del 1980   | Harvard Observatory                                    |
| (3244) Petronius        | 4008 P-L               | 24 de setembre del 1960 | C. J. van Houten, I. van Houten-Groeneveld, T. Gehrels |
| (3245) Jensch           | 1973 UL5               | 27 d'octubre del 1973   | F. Börngen                                             |
| (3246) Bidstrup         | 1976 GQ3               | 1 d'abril del 1976      | Nikolai Txernikh                                       |
| (3247) Di Martino       | 1981 YE                | 30 de desembre del 1981 | E. Bowell                                              |
| (3248) Farinella        | 1982 FK                | 21 de març del 1982     | E. Bowell                                              |
| (3249) Musashino        | 1977 DT4               | 18 de febrer del 1977   | H. Kosai, K. Hurukawa                                  |
| (3250) Martebo          | 1979 EB                | 6 de març del 1979      | C.-I. Lagerkvist                                       |
| (3251) Eratosthenes     | 6536 P-L               | 24 de setembre del 1960 | C. J. van Houten, I. van Houten-Groeneveld, T. Gehrels |
| (3252) Johnny           | 1981 EM4               | 2 de març del 1981      | S. J. Bus                                              |
| (3253) Gradie           | 1982 HQ1               | 28 d'abril del 1982     | E. Bowell                                              |
| (3254) Bus              | 1982 UM                | 17 d'octubre del 1982   | E. Bowell                                              |
| (3255) Tholen           | 1980 RA                | 2 de setembre del 1980  | E. Bowell                                              |
| (3256) Daguerre         | 1981 SJ1               | 26 de setembre del 1981 | B. A. Skiff, N. G. Thomas                              |
| (3257) Hanzlík          | 1982 GG                | 15 d'abril del 1982     | A. Mrkos                                               |
| (3258) Somnium          | 1983 RJ                | 8 de setembre del 1983  | P. Wild                                                |
| (3259) Brownlee         | 1984 SZ4               | 25 de setembre del 1984 | J. Platt                                               |
| (3260) Vizbor           | 1974 SO2               | 20 de setembre del 1974 | L. V. Zhuravleva                                       |
| (3261) Tvardovskij      | 1979 SF9               | 22 de setembre del 1979 | Nikolai Txernikh                                       |
| (3262) Miune            | 1983 WB                | 28 de novembre del 1983 | T. Seki                                                |
| (3263) Bligh            | 1932 CN                | 5 de febrer del 1932    | K. Reinmuth                                            |
| (3264) Bounty           | 1934 AF                | 7 de gener del 1934     | K. Reinmuth                                            |
| (3265) Fletcher         | 1953 VN2               | 9 de novembre del 1953  | K. Reinmuth                                            |
| (3266) Bernardus        | 1978 PA                | 11 d'agost del 1978     | H.-E. Schuster                                         |
| (3267) Glo              | 1981 AA                | 3 de gener del 1981     | E. Bowell                                              |
| (3268) De Sanctis       | 1981 DD                | 26 de febrer del 1981   | H. Debehogne, G. DeSanctis                             |
| (3269) Vibert-Douglas   | 1981 EX16              | 6 de març del 1981      | S. J. Bus                                              |
| (3270) Dudley           | 1982 DA                | 18 de febrer del 1982   | C. S. Shoemaker, S. J. Bus                             |
| (3271) Ul               | 1982 RB                | 14 de setembre del 1982 | H.-E. Schuster                                         |
| (3272) Tillandz         | 1938 DB1               | 24 de febrer del 1938   | Y. Väisälä                                             |
| (3273) Drukar           | 1975 TS2               | 3 d'octubre del 1975    | L. I. Chernykh                                         |
| (3274) Maillen          | 1981 QO2               | 23 d'agost del 1981     | H. Debehogne                                           |
| (3275) Oberndorfer      | 1982 HE1               | 25 d'abril del 1982     | E. Bowell                                              |
| (3276) Porta Coeli      | 1982 RZ1               | 15 de setembre del 1982 | A. Mrkos                                               |
| (3277) Aaronson         | 1984 AF1               | 8 de gener del 1984     | E. Bowell                                              |
| (3278) Běhounek         | 1984 BT                | 27 de gener del 1984    | A. Mrkos                                               |
| (3279) Solon            | 9103 P-L               | 17 d'octubre del 1960   | C. J. van Houten, I. van Houten-Groeneveld, T. Gehrels |
| (3280) Grétry           | 1933 SJ                | 17 de setembre del 1933 | F. Rigaux                                              |
| (3281) Maupertuis       | 1938 DZ                | 24 de febrer del 1938   | Y. Väisälä                                             |
| (3282) Spencer Jones    | 1949 DA                | 19 de febrer del 1949   | Universitat d'Indiana                                  |
| (3283) Skorina          | 1979 QA10              | 27 d'agost del 1979     | Nikolai Txernikh                                       |
| (3284) Niebuhr          | 1953 NB                | 13 de juliol del 1953   | J. A. Bruwer                                           |
| (3285) Ruth Wolfe       | 1983 VW1               | 5 de novembre del 1983  | C. S. Shoemaker                                        |
| (3286) Anatoliya        | 1980 BV                | 23 de gener del 1980    | L. G. Karachkina                                       |
| (3287) Olmstead         | 1981 DK1               | 28 de febrer del 1981   | S. J. Bus                                              |
| (3288) Seleucus         | 1982 DV                | 28 de febrer del 1982   | H.-E. Schuster                                         |
| (3289) Mitani           | 1934 RP                | 7 de setembre del 1934  | K. Reinmuth                                            |
| (3290) Azabu            | 1973 SZ1               | 19 de setembre del 1973 | C. J. van Houten, I. van Houten-Groeneveld, T. Gehrels |
| (3291) Dunlap           | 1982 VX3               | 14 de novembre del 1982 | H. Kosai, K. Hurukawa                                  |
| (3292) Sather           | 2631 P-L               | 24 de setembre del 1960 | C. J. van Houten, I. van Houten-Groeneveld, T. Gehrels |
| (3293) Rontaylor        | 4650 P-L               | 24 de setembre del 1960 | C. J. van Houten, I. van Houten-Groeneveld, T. Gehrels |
| (3294) Carlvesely       | 6563 P-L               | 24 de setembre del 1960 | C. J. van Houten, I. van Houten-Groeneveld, T. Gehrels |
| (3295) Murakami         | 1950 DH                | 17 de febrer del 1950   | K. Reinmuth                                            |
| (3296) Bosque Alegre    | 1975 SF                | 30 de setembre del 1975 | Felix Aguilar Observatory                              |
| 3297 Hong Kong          | 1978 WN14              | 26 de novembre del 1978 | Purple Mountain Observatory                            |
| (3298) Massandra        | 1979 OB15              | 21 de juliol del 1979   | Nikolai Txernikh                                       |
| (3299) Hall             | 1980 TX5               | 10 d'octubre del 1980   | C. S. Shoemaker                                        |
| (3300) McGlasson        | 1928 NA                | 10 de juliol del 1928   | H. E. Wood                                             |
| 3301-3400               |                        |                         |                                                        |
| (3301) Jansje           | 1978 CT                | 6 de febrer del 1978    | Perth Observatory                                      |
| (3302) Schliemann       | 1977 RS6               | 11 de setembre del 1977 | Nikolai Txernikh                                       |
| (3303) Merta            | 1967 UN                | 30 d'octubre del 1967   | L. Kohoutek                                            |
| (3304) Pearce           | 1981 EQ21              | 2 de març del 1981      | S. J. Bus                                              |
| (3305) Ceadams          | 1985 KB                | 21 de maig del 1985     | A. C. Gilmore, P. M. Kilmartin                         |
| (3306) Byron            | 1979 SM11              | 24 de setembre del 1979 | Nikolai Txernikh                                       |
| (3307) Athabasca        | 1981 DE1               | 28 de febrer del 1981   | S. J. Bus                                              |
| (3308) Ferreri          | 1981 EP                | 1 de març del 1981      | H. Debehogne, G. DeSanctis                             |
| (3309) Brorfelde        | 1982 BH                | 28 de gener del 1982    | K. S. Jensen                                           |
| (3310) Patsy            | 1931 TS2               | 9 d'octubre del 1931    | C. W. Tombaugh                                         |
| (3311) Podobed          | 1976 QM1               | 26 d'agost del 1976     | Nikolai Txernikh                                       |
| (3312) Pedersen         | 1984 SN                | 24 de setembre del 1984 | Copenhagen Observatory                                 |
| (3313) Mendel           | 1980 DG                | 19 de febrer del 1980   | A. Mrkos                                               |
| (3314) Beals            | 1981 FH                | 30 de març del 1981     | E. Bowell                                              |
| (3315) Chant            | 1984 CZ                | 8 de febrer del 1984    | E. Bowell                                              |
| (3316) Herzberg         | 1984 CN1               | 6 de febrer del 1984    | E. Bowell                                              |
| (3317) Paris            | 1984 KF                | 26 de maig del 1984     | C. S. Shoemaker, E. M. Shoemaker                       |
| (3318) Blixen           | 1985 HB                | 23 d'abril del 1985     | K. Augustesen, P. Jensen                               |
| (3319) Kibi             | 1977 EJ5               | 12 de març del 1977     | H. Kosai, K. Hurukawa                                  |
| (3320) Namba            | 1982 VZ4               | 14 de novembre del 1982 | H. Kosai, K. Hurukawa                                  |
| (3321) Dasha            | 1975 TZ2               | 3 d'octubre del 1975    | L. I. Chernykh                                         |
| (3322) Lidiya           | 1975 XY1               | 1 de desembre del 1975  | T. M. Smirnova                                         |
| (3323) Turgenev         | 1979 SY9               | 22 de setembre del 1979 | Nikolai Txernikh                                       |
| (3324) Avsyuk           | 1983 CW1               | 4 de febrer del 1983    | A. Mrkos                                               |
| (3325) TARDIS           | 1984 JZ                | 3 de maig del 1984      | B. A. Skiff                                            |
| (3326) Agafonikov       | 1985 FL                | 20 de març del 1985     | A. Mrkos                                               |
| (3327) Campins          | 1985 PW                | 14 d'agost del 1985     | E. Bowell                                              |
| (3328) Interposita      | 1985 QD1               | 21 d'agost del 1985     | T. Schildknecht                                        |
| (3329) Golay            | 1985 RT1               | 12 de setembre del 1985 | P. Wild                                                |
| (3330) Gantrisch        | 1985 RU1               | 12 de setembre del 1985 | T. Schildknecht                                        |
| (3331) Kvistaberg       | 1979 QS                | 22 d'agost del 1979     | C.-I. Lagerkvist                                       |
| (3332) Raksha           | 1978 NT1               | 4 de juliol del 1978    | L. I. Chernykh                                         |
| (3333) Schaber          | 1980 TG5               | 9 d'octubre del 1980    | C. S. Shoemaker                                        |
| (3334) Somov            | 1981 YR                | 20 de desembre del 1981 | A. Mrkos                                               |
| (3335) Quanzhou         | 1966 AA                | 1 de gener del 1966     | Purple Mountain Observatory                            |
| (3336) Grygar           | 1971 UX                | 26 d'octubre del 1971   | L. Kohoutek                                            |
| (3337) Miloš            | 1971 UG1               | 26 d'octubre del 1971   | L. Kohoutek                                            |
| (3338) Richter          | 1973 UX5               | 28 d'octubre del 1973   | F. Börngen                                             |
| (3339) Treshnikov       | 1978 LB                | 6 de juny del 1978      | A. Mrkos                                               |
| (3340) Yinhai           | 1979 TK                | 12 d'octubre del 1979   | Purple Mountain Observatory                            |
| (3341) Hartmann         | 1980 OD                | 17 de juliol del 1980   | E. Bowell                                              |
| (3342) Fivesparks       | 1982 BD3               | 27 de gener del 1982    | Oak Ridge Observatory                                  |
| (3343) Nedzel           | 1982 HS                | 28 d'abril del 1982     | Lincoln Laboratory ETS                                 |
| (3344) Modena           | 1982 JA                | 15 de maig del 1982     | Osservatorio San Vittore                               |
| (3345) Tarkovskij       | 1982 YC1               | 23 de desembre del 1982 | L. G. Karachkina                                       |
| (3346) Gerla            | 1951 SD                | 27 de setembre del 1951 | S. J. Arend                                            |
| (3347) Konstantin       | 1975 VN1               | 2 de novembre del 1975  | T. M. Smirnova                                         |
| (3348) Pokryshkin       | 1978 EA3               | 6 de març del 1978      | Nikolai Txernikh                                       |
| (3349) Manas            | 1979 FH2               | 23 de març del 1979     | N. S. Chernykh                                         |
| (3350) Scobee           | 1980 PJ                | 8 d'agost del 1980      | E. Bowell                                              |
| (3351) Smith            | 1980 RN1               | 7 de setembre del 1980  | E. Bowell                                              |
| (3352) McAuliffe        | 1981 CW                | 6 de febrer del 1981    | N. G. Thomas                                           |
| (3353) Jarvis           | 1981 YC                | 20 de desembre del 1981 | E. Bowell                                              |
| (3354) McNair           | 1984 CW                | 8 de febrer del 1984    | E. Bowell                                              |
| (3355) Onizuka          | 1984 CC1               | 8 de febrer del 1984    | E. Bowell                                              |
| (3356) Resnik           | 1984 EU                | 6 de març del 1984      | E. Bowell                                              |
| (3357) Tolstikov        | 1984 FT                | 21 de març del 1984     | A. Mrkos                                               |
| (3358) Anikushin        | 1978 RX                | 1 de setembre del 1978  | Nikolai Txernikh                                       |
| (3359) Purcari          | 1978 RA6               | 13 de setembre del 1978 | N. S. Chernykh                                         |
| 3360 -                  | 1981 VA                | 4 de novembre del 1981  | E. F. Helin, R. S. Dunbar                              |
| (3361) Orpheus          | 1982 HR                | 24 d'abril del 1982     | C. Torres                                              |
| (3362) Khufu            | 1984 QA                | 30 d'agost del 1984     | R. S. Dunbar, M. A. Barucci                            |
| (3363) Bowen            | 1960 EE                | 6 de març del 1960      | Universitat d'Indiana                                  |
| (3364) Zdenka           | 1984 GF                | 5 d'abril del 1984      | A. Mrkos                                               |
| (3365) Recogne          | 1985 CG2               | 13 de febrer del 1985   | H. Debehogne                                           |
| (3366) Gödel            | 1985 SD1               | 22 de setembre del 1985 | T. Schildknecht                                        |
| (3367) Alex             | 1983 CA3               | 15 de febrer del 1983   | N. G. Thomas                                           |
| (3368) Duncombe         | 1985 QT                | 22 d'agost del 1985     | E. Bowell                                              |
| (3369) Freuchen         | 1985 UZ                | 18 d'octubre del 1985   | Copenhagen Observatory                                 |
| (3370) Kohsai           | 1934 CU                | 4 de febrer del 1934    | K. Reinmuth                                            |
| (3371) Giacconi         | 1955 RZ                | 14 de setembre del 1955 | Universitat d'Indiana                                  |
| (3372) Bratijchuk       | 1976 SP4               | 24 de setembre del 1976 | Nikolai Txernikh                                       |
| (3373) Koktebelia       | 1978 QQ2               | 31 d'agost del 1978     | N. S. Chernykh                                         |
| (3374) Namur            | 1980 KO                | 22 de maig del 1980     | H. Debehogne                                           |
| (3375) Amy              | 1981 JY1               | 5 de maig del 1981      | C. S. Shoemaker                                        |
| (3376) Armandhammer     | 1982 UJ8               | 21 d'octubre del 1982   | L. V. Zhuravleva                                       |
| (3377) Lodewijk         | 4122 P-L               | 24 de setembre del 1960 | C. J. van Houten, I. van Houten-Groeneveld, T. Gehrels |
| (3378) Susanvictoria    | A922 WB                | 25 de novembre del 1922 | G. van Biesbroeck                                      |
| (3379) Oishi            | 1931 TJ1               | 6 d'octubre del 1931    | K. Reinmuth                                            |
| (3380) Awaji            | 1940 EF                | 15 de març del 1940     | G. Kulin                                               |
| (3381) Mikkola          | 1941 UG                | 15 d'octubre del 1941   | L. Oterma                                              |
| (3382) Cassidy          | 1948 RD                | 7 de setembre del 1948  | H. L. Giclas                                           |
| (3383) Koyama           | 1951 AB                | 9 de gener del 1951     | K. Reinmuth                                            |
| (3384) Daliya           | 1974 SB1               | 19 de setembre del 1974 | L. I. Chernykh                                         |
| (3385) Bronnina         | 1979 SK11              | 24 de setembre del 1979 | Nikolai Txernikh                                       |
| (3386) Klementinum      | 1980 FA                | 16 de març del 1980     | Ladislav Brožek                                        |
| (3387) Greenberg        | 1981 WE                | 20 de novembre del 1981 | E. Bowell                                              |
| (3388) Tsanghinchi      | 1981 YR1               | 21 de desembre del 1981 | Purple Mountain Observatory                            |
| (3389) Sinzot           | 1984 DU                | 25 de febrer del 1984   | H. Debehogne                                           |
| (3390) Demanet          | 1984 ES1               | 2 de març del 1984      | H. Debehogne                                           |
| (3391) Sinon            | 1977 DD3               | 18 de febrer del 1977   | H. Kosai, K. Hurukawa                                  |
| (3392) Setouchi         | 1979 YB                | 17 de desembre del 1979 | H. Kosai, G. Sasaki                                    |
| (3393) Štúr             | 1984 WY1               | 28 de novembre del 1984 | M. Antal                                               |
| (3394) Banno            | 1986 DB                | 16 de febrer del 1986   | S. Inoda                                               |
| (3395) Jitka            | 1985 UN                | 20 d'octubre del 1985   | A. Mrkos                                               |
| (3396) Muazzez          | A915 TE                | 15 d'octubre del 1915   | M. F. Wolf                                             |
| (3397) Leyla            | 1964 XA                | 8 de desembre del 1964  | R. Burnham, N. G. Thomas                               |
| (3398) Stättmayer       | 1978 PC                | 10 d'agost del 1978     | H.-E. Schuster                                         |
| (3399) Kobzon           | 1979 SZ9               | 22 de setembre del 1979 | Nikolai Txernikh                                       |
| (3400) Aotearoa         | 1981 GX                | 2 d'abril del 1981      | A. C. Gilmore, P. M. Kilmartin                         |
| 3401-3500               |                        |                         |                                                        |
| (3401) Vanphilos        | 1981 PA                | 1 d'agost del 1981      | Harvard Observatory                                    |
| (3402) Wisdom           | 1981 PB                | 5 d'agost del 1981      | E. Bowell                                              |
| (3403) Tammy            | 1981 SW                | 25 de setembre del 1981 | L. G. Taff                                             |
| (3404) Hinderer         | 1934 CY                | 4 de febrer del 1934    | K. Reinmuth                                            |
| (3405) Daiwensai        | 1964 UQ                | 30 d'octubre del 1964   | Purple Mountain Observatory                            |
| (3406) Omsk             | 1969 DA                | 21 de febrer del 1969   | B. A. Burnasheva                                       |
| (3407) Jimmysimms       | 1973 DT                | 28 de febrer del 1973   | L. Kohoutek                                            |
| (3408) Shalamov         | 1977 QG4               | 18 d'agost del 1977     | Nikolai Txernikh                                       |
| (3409) Abramov          | 1977 RE6               | 9 de setembre del 1977  | N. S. Chernykh                                         |
| (3410) Vereshchagin     | 1978 SZ7               | 26 de setembre del 1978 | L. V. Zhuravleva                                       |
| (3411) Debetencourt     | 1980 LK                | 2 de juny del 1980      | H. Debehogne                                           |
| (3412) Kafka            | 1983 AU2               | 10 de gener del 1983    | R. L. Kirk, D. J. Rudy                                 |
| (3413) Andriana         | 1983 CB3               | 15 de febrer del 1983   | N. G. Thomas                                           |
| (3414) Champollion      | 1983 DJ                | 19 de febrer del 1983   | E. Bowell                                              |
| (3415) Danby            | 1928 SL                | 22 de setembre del 1928 | K. Reinmuth                                            |
| (3416) Dorrit           | 1931 VP                | 8 de novembre del 1931  | K. Reinmuth                                            |
| (3417) Tamblyn          | 1937 GG                | 1 d'abril del 1937      | K. Reinmuth                                            |
| (3418) Izvekov          | 1973 QZ1               | 31 d'agost del 1973     | T. M. Smirnova                                         |
| (3419) Guth             | 1981 JZ                | 8 de maig del 1981      | Ladislav Brožek                                        |
| (3420) Standish         | 1984 EB                | 1 de març del 1984      | E. Bowell                                              |
| (3421) Yangchenning     | 1975 WK1               | 26 de novembre del 1975 | Purple Mountain Observatory                            |
| (3422) Reid             | 1978 OJ                | 28 de juliol del 1978   | Perth Observatory                                      |
| (3423) Slouka           | 1981 CK                | 9 de febrer del 1981    | Ladislav Brožek                                        |
| (3424) Nušl             | 1982 CD                | 14 de febrer del 1982   | L. Brožek                                              |
| (3425) Hurukawa         | 1929 BD                | 29 de gener del 1929    | K. Reinmuth                                            |
| (3426) Seki             | 1932 CQ                | 5 de febrer del 1932    | K. Reinmuth                                            |
| (3427) Szentmártoni     | 1938 AD                | 6 de gener del 1938     | G. Kulin                                               |
| (3428) Roberts          | 1952 JH                | 1 de maig del 1952      | Universitat d'Indiana                                  |
| (3429) Chuvaev          | 1974 SU1               | 19 de setembre del 1974 | L. I. Chernykh                                         |
| (3430) Bradfield        | 1980 TF4               | 9 d'octubre del 1980    | C. S. Shoemaker                                        |
| (3431) Nakano           | 1984 QC                | 24 d'agost del 1984     | T. Seki                                                |
| (3432) Kobuchizawa      | 1986 EE                | 7 de març del 1986      | M. Inoue, O. Muramatsu, T. Urata                       |
| (3433) Fehrenbach       | 1963 TJ1               | 15 d'octubre del 1963   | Universitat d'Indiana                                  |
| (3434) Hurless          | 1981 VO                | 2 de novembre del 1981  | B. A. Skiff                                            |
| (3435) Boury            | 1981 XC2               | 2 de desembre del 1981  | F. Dossin                                              |
| (3436) Ibadinov         | 1976 SS3               | 24 de setembre del 1976 | Nikolai Txernikh                                       |
| (3437) Kapitsa          | 1982 UZ5               | 20 d'octubre del 1982   | L. G. Karachkina                                       |
| (3438) Inarradas        | 1974 SD5               | 21 de setembre del 1974 | Felix Aguilar Observatory                              |
| (3439) Lebofsky         | 1983 RL2               | 4 de setembre del 1983  | E. Bowell                                              |
| (3440) Stampfer         | 1950 DD                | 17 de febrer del 1950   | K. Reinmuth                                            |
| (3441) Pochaina         | 1969 TS1               | 8 d'octubre del 1969    | L. I. Chernykh                                         |
| (3442) Yashin           | 1978 TO7               | 2 d'octubre del 1978    | L. V. Zhuravleva                                       |
| (3443) Leetsungdao      | 1979 SB1               | 26 de setembre del 1979 | Purple Mountain Observatory                            |
| (3444) Stepanian        | 1980 RJ2               | 7 de setembre del 1980  | Nikolai Txernikh                                       |
| (3445) Pinson           | 1983 FC                | 16 de març del 1983     | E. Barr                                                |
| (3446) Combes           | 1942 EB                | 12 de març del 1942     | K. Reinmuth                                            |
| (3447) Burckhalter      | 1956 SC                | 29 de setembre del 1956 | Universitat d'Indiana                                  |
| (3448) Narbut           | 1977 QA5               | 22 d'agost del 1977     | Nikolai Txernikh                                       |
| (3449) Abell            | 1978 VR9               | 7 de novembre del 1978  | E. F. Helin, S. J. Bus                                 |
| (3450) Dommanget        | 1983 QJ                | 31 d'agost del 1983     | H. Debehogne                                           |
| (3451) Mentor           | 1984 HA1               | 19 d'abril del 1984     | A. Mrkos                                               |
| (3452) Hawke            | 1980 OA                | 17 de juliol del 1980   | E. Bowell                                              |
| (3453) Dostoevsky       | 1981 SS5               | 27 de setembre del 1981 | L. G. Karachkina                                       |
| (3454) Lieske           | 1981 WB1               | 24 de novembre del 1981 | E. Bowell                                              |
| (3455) Kristensen       | 1985 QC                | 20 d'agost del 1985     | E. Bowell                                              |
| (3456) Etiennemarey     | 1985 RS2               | 5 de setembre del 1985  | H. Debehogne                                           |
| (3457) Arnenordheim     | 1985 RA3               | 5 de setembre del 1985  | H. Debehogne                                           |
| (3458) Boduognat        | 1985 RT3               | 7 de setembre del 1985  | H. Debehogne                                           |
| (3459) Bodil            | 1986 GB                | 2 d'abril del 1986      | P. Jensen                                              |
| (3460) Ashkova          | 1973 QB2               | 31 d'agost del 1973     | T. M. Smirnova                                         |
| (3461) Mandelshtam      | 1977 SA1               | 18 de setembre del 1977 | Nikolai Txernikh                                       |
| (3462) Zhouguangzhao    | 1981 UA10              | 25 d'octubre del 1981   | Purple Mountain Observatory                            |
| (3463) Kaokuen          | 1981 XJ2               | 3 de desembre del 1981  | Purple Mountain Observatory                            |
| (3464) Owensby          | 1983 BA                | 16 de gener del 1983    | E. Bowell                                              |
| (3465) Trevires         | 1984 SQ5               | 20 de setembre del 1984 | H. Debehogne                                           |
| (3466) Ritina           | 1975 EA6               | 6 de març del 1975      | Nikolai Txernikh                                       |
| (3467) Bernheim         | 1981 SF2               | 26 de setembre del 1981 | N. G. Thomas                                           |
| (3468) Urgenta          | 1975 AM                | 7 de gener del 1975     | P. Wild                                                |
| (3469) Bulgakov         | 1982 UL7               | 21 d'octubre del 1982   | L. G. Karachkina                                       |
| (3470) Yaronika         | 1975 ES                | 6 de març del 1975      | Nikolai Txernikh                                       |
| (3471) Amelin           | 1977 QK2               | 21 d'agost del 1977     | N. S. Chernykh                                         |
| (3472) Upgren           | 1981 EJ10              | 1 de març del 1981      | S. J. Bus                                              |
| (3473) Sapporo          | A924 EG                | 7 de març del 1924      | K. Reinmuth                                            |
| (3474) Linsley          | 1962 HE                | 27 d'abril del 1962     | Universitat d'Indiana                                  |
| (3475) Fichte           | 1972 TD                | 4 d'octubre del 1972    | L. Kohoutek                                            |
| (3476) Dongguan         | 1978 UF2               | 28 d'octubre del 1978   | Purple Mountain Observatory                            |
| (3477) Kazbegi          | 1979 KH                | 19 de maig del 1979     | R. M. West                                             |
| (3478) Fanale           | 1979 XG                | 14 de desembre del 1979 | E. Bowell                                              |
| (3479) Malaparte        | 1980 TQ                | 3 d'octubre del 1980    | Z. Vávrová                                             |
| (3480) Abante           | 1981 GB                | 1 d'abril del 1981      | E. Bowell                                              |
| 3481 -                  | 1982 DS6               | 19 de febrer del 1982   | Peking Observatory                                     |
| (3482) Lesnaya          | 1975 VY4               | 2 de novembre del 1975  | T. M. Smirnova                                         |
| (3483) Svetlov          | 1976 YP2               | 16 de desembre del 1976 | L. I. Chernykh                                         |
| (3484) Neugebauer       | 1978 NE                | 10 de juliol del 1978   | E. F. Helin, E. M. Shoemaker                           |
| (3485) Barucci          | 1983 NU                | 11 de juliol del 1983   | E. Bowell                                              |
| (3486) Fulchignoni      | 1984 CR                | 5 de febrer del 1984    | E. Bowell                                              |
| (3487) Edgeworth        | 1978 UF                | 28 d'octubre del 1978   | H. L. Giclas                                           |
| (3488) Brahic           | 1980 PM                | 8 d'agost del 1980      | E. Bowell                                              |
| (3489) Lottie           | 1983 AT2               | 10 de gener del 1983    | K. E. Herkenhoff, G. W. Ojakangas                      |
| (3490) Šolc             | 1984 SV                | 20 de setembre del 1984 | A. Mrkos                                               |
| (3491) Fridolin         | 1984 SM4               | 30 de setembre del 1984 | P. Wild                                                |
| (3492) Petra-Pepi       | 1985 DQ                | 16 de febrer del 1985   | M. Mahrová                                             |
| (3493) Stepanov         | 1976 GR6               | 3 d'abril del 1976      | Nikolai Txernikh                                       |
| (3494) Purple Mountain  | 1980 XW                | 7 de desembre del 1980  | Purple Mountain Observatory                            |
| (3495) Colchagua        | 1981 NU                | 2 de juliol del 1981    | L. E. González                                         |
| (3496) Arieso           | 1977 RC                | 5 de setembre del 1977  | H.-E. Schuster                                         |
| (3497) Innanen          | 1941 HJ                | 19 d'abril del 1941     | L. Oterma                                              |
| (3498) Belton           | 1981 EG14              | 1 de març del 1981      | S. J. Bus                                              |
| (3499) Hoppe            | 1981 VW1               | 3 de novembre del 1981  | F. Börngen, K. Kirsch                                  |
| (3500) Kobayashi        | A919 SD                | 18 de setembre del 1919 | K. Reinmuth                                            |
| 3501-3600               |                        |                         |                                                        |
| (3501) Olegiya          | 1971 QU                | 18 d'agost del 1971     | T. M. Smirnova                                         |
| (3502) Huangpu          | 1964 TR1               | 9 d'octubre del 1964    | Purple Mountain Observatory                            |
| (3503) Brandt           | 1981 EF17              | 1 de març del 1981      | S. J. Bus                                              |
| (3504) Kholshevnikov    | 1981 RV3               | 3 de setembre del 1981  | Nikolai Txernikh                                       |
| (3505) Byrd             | 1983 AM                | 9 de gener del 1983     | B. A. Skiff                                            |
| (3506) French           | 1984 CO1               | 6 de febrer del 1984    | E. Bowell                                              |
| (3507) Vilas            | 1982 UX                | 21 d'octubre del 1982   | E. Bowell                                              |
| (3508) Pasternak        | 1980 DO5               | 21 de febrer del 1980   | L. G. Karachkina                                       |
| (3509) Sanshui          | 1978 UH2               | 28 d'octubre del 1978   | Purple Mountain Observatory                            |
| (3510) Veeder           | 1982 TP                | 13 d'octubre del 1982   | E. Bowell                                              |
| (3511) Tsvetaeva        | 1982 TC2               | 14 d'octubre del 1982   | L. V. Zhuravleva, L. G. Karachkina                     |
| (3512) Eriepa           | 1984 AC1               | 8 de gener del 1984     | J. Wagner                                              |
| (3513) Quqinyue         | 1965 UZ                | 16 d'octubre del 1965   | Purple Mountain Observatory                            |
| (3514) Hooke            | 1971 UJ                | 26 d'octubre del 1971   | L. Kohoutek                                            |
| (3515) Jindra           | 1982 UH2               | 16 d'octubre del 1982   | Z. Vávrová                                             |
| (3516) Rusheva          | 1982 UH7               | 21 d'octubre del 1982   | L. G. Karachkina                                       |
| (3517) Tatianicheva     | 1976 SE1               | 24 de setembre del 1976 | Nikolai Txernikh                                       |
| (3518) Florena          | 1977 QC4               | 18 d'agost del 1977     | N. S. Chernykh                                         |
| (3519) Ambiorix         | 1984 DO                | 23 de febrer del 1984   | H. Debehogne                                           |
| (3520) Klopsteg         | 1952 SG                | 16 de setembre del 1952 | Universitat d'Indiana                                  |
| (3521) Comrie           | 1982 MH                | 26 de juny del 1982     | A. C. Gilmore, P. M. Kilmartin                         |
| (3522) Becker           | 1941 SW                | 21 de setembre del 1941 | Y. Väisälä                                             |
| (3523) Arina            | 1975 TV2               | 3 d'octubre del 1975    | L. I. Chernykh                                         |
| (3524) Schulz           | 1981 EE27              | 2 de març del 1981      | S. J. Bus                                              |
| (3525) Paul             | 1983 CX2               | 15 de febrer del 1983   | N. G. Thomas                                           |
| (3526) Jeffbell         | 1984 CN                | 5 de febrer del 1984    | E. Bowell                                              |
| (3527) McCord           | 1985 GE1               | 15 d'abril del 1985     | E. Bowell                                              |
| (3528) Counselman       | 1981 EW3               | 2 de març del 1981      | S. J. Bus                                              |
| (3529) Dowling          | 1981 EQ19              | 2 de març del 1981      | S. J. Bus                                              |
| (3530) Hammel           | 1981 EC20              | 2 de març del 1981      | S. J. Bus                                              |
| (3531) Cruikshank       | 1981 FB                | 30 de març del 1981     | E. Bowell                                              |
| (3532) Tracie           | 1983 AS2               | 10 de gener del 1983    | K. E. Herkenhoff, G. W. Ojakangas                      |
| (3533) Toyota           | 1986 UE                | 30 d'octubre del 1986   | K. Suzuki, T. Urata                                    |
| (3534) Sax              | 1936 XA                | 15 de desembre del 1936 | E. Delporte                                            |
| (3535) Ditte            | 1979 SN11              | 24 de setembre del 1979 | Nikolai Txernikh                                       |
| (3536) Schleicher       | 1981 EV20              | 2 de març del 1981      | S. J. Bus                                              |
| (3537) Jürgen           | 1982 VT                | 15 de novembre del 1982 | E. Bowell                                              |
| (3538) Nelsonia         | 6548 P-L               | 24 de setembre del 1960 | C. J. van Houten, I. van Houten-Groeneveld, T. Gehrels |
| (3539) Weimar           | 1967 GF1               | 11 d'abril del 1967     | F. Börngen                                             |
| (3540) Protesilaos      | 1973 UF5               | 27 d'octubre del 1973   | F. Börngen                                             |
| (3541) Graham           | 1984 ML                | 18 de juny del 1984     | Perth Observatory                                      |
| (3542) Tanjiazhen       | 1964 TN2               | 9 d'octubre del 1964    | Purple Mountain Observatory                            |
| (3543) Ningbo           | 1964 VA3               | 11 de novembre del 1964 | Purple Mountain Observatory                            |
| (3544) Borodino         | 1977 RD4               | 7 de setembre del 1977  | Nikolai Txernikh                                       |
| (3545) Gaffey           | 1981 WK2               | 20 de novembre del 1981 | E. Bowell                                              |
| (3546) Atanasoff        | 1983 SC                | 28 de setembre del 1983 | Bulgarian National Observatory                         |
| (3547) Serov            | 1978 TM6               | 2 d'octubre del 1978    | L. V. Zhuravleva                                       |
| (3548) Eurybates        | 1973 SO                | 19 de setembre del 1973 | C. J. van Houten, I. van Houten-Groeneveld, T. Gehrels |
| (3549) Hapke            | 1981 YH                | 30 de desembre del 1981 | E. Bowell                                              |
| (3550) Link             | 1981 YS                | 20 de desembre del 1981 | A. Mrkos                                               |
| (3551) Verenia          | 1983 RD                | 12 de setembre del 1983 | R. S. Dunbar                                           |
| (3552) Don Quixote      | 1983 SA                | 26 de setembre del 1983 | P. Wild                                                |
| (3553) Mera             | 1985 JA                | 14 de maig del 1985     | C. S. Shoemaker                                        |
| (3554) Amun             | 1986 EB                | 4 de març del 1986      | C. S. Shoemaker, E. M. Shoemaker                       |
| (3555) Miyasaka         | 1931 TC1               | 6 d'octubre del 1931    | K. Reinmuth                                            |
| (3556) Lixiaohua        | 1964 UO                | 30 d'octubre del 1964   | Purple Mountain Observatory                            |
| (3557) Sokolsky         | 1977 QE1               | 19 d'agost del 1977     | Nikolai Txernikh                                       |
| (3558) Shishkin         | 1978 SQ2               | 26 de setembre del 1978 | L. V. Zhuravleva                                       |
| (3559) Violaumayer      | 1980 PH                | 8 d'agost del 1980      | E. Bowell                                              |
| (3560) Chenqian         | 1980 RZ2               | 3 de setembre del 1980  | Purple Mountain Observatory                            |
| (3561) Devine           | 1983 HO                | 18 d'abril del 1983     | N. G. Thomas                                           |
| (3562) Ignatius         | 1984 AZ                | 8 de gener del 1984     | J. Wagner                                              |
| (3563) Canterbury       | 1985 FE                | 23 de març del 1985     | A. C. Gilmore, P. M. Kilmartin                         |
| (3564) Talthybius       | 1985 TC1               | 15 d'octubre del 1985   | E. Bowell                                              |
| (3565) Ojima            | 1986 YD                | 22 de desembre del 1986 | T. Niijima, T. Urata                                   |
| (3566) Levitan          | 1979 YA9               | 24 de desembre del 1979 | L. V. Zhuravleva                                       |
| (3567) Alvema           | 1930 VD                | 15 de novembre del 1930 | E. Delporte                                            |
| (3568) ASCII            | 1936 UB                | 17 d'octubre del 1936   | M. Laugier                                             |
| (3569) Kumon            | 1938 DN1               | 20 de febrer del 1938   | K. Reinmuth                                            |
| (3570) Wuyeesun         | 1979 XO                | 14 de desembre del 1979 | Purple Mountain Observatory                            |
| (3571) Milanštefánik    | 1982 EJ                | 15 de març del 1982     | A. Mrkos                                               |
| (3572) Leogoldberg      | 1954 UJ2               | 28 d'octubre del 1954   | Universitat d'Indiana                                  |
| (3573) Holmberg         | 1982 QO1               | 16 d'agost del 1982     | C.-I. Lagerkvist                                       |
| (3574) Rudaux           | 1982 TQ                | 13 d'octubre del 1982   | E. Bowell                                              |
| (3575) Anyuta           | 1984 DU2               | 26 de febrer del 1984   | Nikolai Txernikh                                       |
| (3576) Galina           | 1984 DB3               | 26 de febrer del 1984   | N. S. Chernykh                                         |
| (3577) Putilin          | 1969 TK                | 7 d'octubre del 1969    | L. I. Chernykh                                         |
| (3578) Carestia         | 1977 CC                | 11 de febrer del 1977   | Felix Aguilar Observatory                              |
| (3579) Rockholt         | 1977 YA                | 18 de desembre del 1977 | M. Lovas                                               |
| (3580) Avery            | 1983 CS2               | 15 de febrer del 1983   | N. G. Thomas                                           |
| (3581) Alvarez          | 1985 HC                | 23 d'abril del 1985     | C. S. Shoemaker                                        |
| (3582) Cyrano           | 1986 TT5               | 2 d'octubre del 1986    | P. Wild                                                |
| (3583) Burdett          | 1929 TQ                | 5 d'octubre del 1929    | C. W. Tombaugh                                         |
| (3584) Aisha            | 1981 TW                | 5 d'octubre del 1981    | N. G. Thomas                                           |
| (3585) Goshirakawa      | 1987 BE                | 28 de gener del 1987    | T. Niijima, T. Urata                                   |
| (3586) Vasnetsov        | 1978 SW6               | 26 de setembre del 1978 | L. V. Zhuravleva                                       |
| (3587) Descartes        | 1981 RK5               | 8 de setembre del 1981  | L. V. Zhuravleva                                       |
| (3588) Kirik            | 1981 TH4               | 8 d'octubre del 1981    | L. I. Chernykh                                         |
| (3589) Loyola           | 1984 AB1               | 8 de gener del 1984     | J. Wagner                                              |
| (3590) Holst            | 1984 CQ                | 5 de febrer del 1984    | E. Bowell                                              |
| (3591) Vladimirskij     | 1978 QJ2               | 31 d'agost del 1978     | Nikolai Txernikh                                       |
| (3592) Nedbal           | 1980 CT                | 15 de febrer del 1980   | Z. Vávrová                                             |
| (3593) Osip             | 1981 EB20              | 2 de març del 1981      | S. J. Bus                                              |
| (3594) Scotti           | 1983 CN                | 11 de febrer del 1983   | E. Bowell                                              |
| (3595) Gallagher        | 1985 TF1               | 15 d'octubre del 1985   | E. Bowell                                              |
| (3596) Meriones         | 1985 VO                | 14 de novembre del 1985 | P. Jensen, K. Augustesen                               |
| (3597) Kakkuri          | 1941 UL                | 15 d'octubre del 1941   | L. Oterma                                              |
| (3598) Saucier          | 1977 KK1               | 18 de maig del 1977     | E. H. Bus                                              |
| (3599) Basov            | 1978 PB3               | 8 d'agost del 1978      | Nikolai Txernikh                                       |
| (3600) Archimedes       | 1978 SL7               | 26 de setembre del 1978 | L. V. Zhuravleva                                       |
| 3601-3700               |                        |                         |                                                        |
| (3601) Velikhov         | 1979 SP9               | 22 de setembre del 1979 | Nikolai Txernikh                                       |
| (3602) Lazzaro          | 1981 DQ2               | 28 de febrer del 1981   | S. J. Bus                                              |
| (3603) Gajdušek         | 1981 RM                | 5 de setembre del 1981  | Ladislav Brožek                                        |
| (3604) Berkhuijsen      | 5550 P-L               | 17 d'octubre del 1960   | C. J. van Houten, I. van Houten-Groeneveld, T. Gehrels |
| (3605) Davy             | 1932 WB                | 28 de novembre del 1932 | E. Delporte                                            |
| (3606) Pohjola          | 1939 SF                | 19 de setembre del 1939 | Y. Väisälä                                             |
| (3607) Naniwa           | 1977 DO4               | 18 de febrer del 1977   | H. Kosai, K. Hurukawa                                  |
| (3608) Kataev           | 1978 SD1               | 27 de setembre del 1978 | L. I. Chernykh                                         |
| (3609) Liloketai        | 1980 VM1               | 13 de novembre del 1980 | Purple Mountain Observatory                            |
| (3610) Decampos         | 1981 EA1               | 5 de març del 1981      | H. Debehogne, G. DeSanctis                             |
| (3611) Dabu             | 1981 YY1               | 20 de desembre del 1981 | Purple Mountain Observatory                            |
| (3612) Peale            | 1982 TW                | 13 d'octubre del 1982   | E. Bowell                                              |
| (3613) Kunlun           | 1982 VJ11              | 10 de novembre del 1982 | Purple Mountain Observatory                            |
| (3614) Tumilty          | 1983 AE1               | 12 de gener del 1983    | N. G. Thomas                                           |
| (3615) Safronov         | 1983 WZ                | 29 de novembre del 1983 | E. Bowell                                              |
| (3616) Glazunov         | 1984 JJ2               | 3 de maig del 1984      | L. V. Zhuravleva                                       |
| (3617) Eicher           | 1984 LJ                | 2 de juny del 1984      | B. A. Skiff                                            |
| (3618) Kuprin           | 1979 QP8               | 20 d'agost del 1979     | Nikolai Txernikh                                       |
| (3619) Nash             | 1981 EU35              | 2 de març del 1981      | S. J. Bus                                              |
| (3620) Platonov         | 1981 RU2               | 7 de setembre del 1981  | L. G. Karachkina                                       |
| (3621) Curtis           | 1981 SQ1               | 26 de setembre del 1981 | N. G. Thomas                                           |
| (3622) Ilinsky          | 1981 SX7               | 29 de setembre del 1981 | L. V. Zhuravleva                                       |
| (3623) Chaplin          | 1981 TG2               | 4 d'octubre del 1981    | L. G. Karachkina                                       |
| (3624) Mironov          | 1982 TH2               | 14 d'octubre del 1982   | L. V. Zhuravleva, L. G. Karachkina                     |
| (3625) Fracastoro       | 1984 HZ1               | 27 d'abril del 1984     | W. Ferreri                                             |
| (3626) Ohsaki           | 1929 PA                | 4 d'agost del 1929      | M. F. Wolf                                             |
| (3627) Sayers           | 1973 DS                | 28 de febrer del 1973   | L. Kohoutek                                            |
| (3628) Božněmcová       | 1979 WD                | 25 de novembre del 1979 | Z. Vávrová                                             |
| (3629) Lebedinskij      | 1982 WK                | 21 de novembre del 1982 | A. Mrkos                                               |
| (3630) Lubomír          | 1984 QN                | 28 d'agost del 1984     | A. Mrkos                                               |
| (3631) Sigyn            | 1987 BV1               | 25 de gener del 1987    | E. W. Elst                                             |
| (3632) Grachevka        | 1976 SJ4               | 24 de setembre del 1976 | Nikolai Txernikh                                       |
| (3633) Mira             | 1980 EE2               | 13 de març del 1980     | Felix Aguilar Observatory                              |
| (3634) Iwan             | 1980 FV                | 16 de març del 1980     | C.-I. Lagerkvist                                       |
| (3635) Kreutz           | 1981 WO1               | 21 de novembre del 1981 | L. Kohoutek                                            |
| (3636) Pajdušáková      | 1982 UJ2               | 17 d'octubre del 1982   | A. Mrkos                                               |
| (3637) O'Meara          | 1984 UQ                | 23 d'octubre del 1984   | B. A. Skiff                                            |
| (3638) Davis            | 1984 WX                | 20 de novembre del 1984 | E. Bowell                                              |
| (3639) Weidenschilling  | 1985 TX                | 15 d'octubre del 1985   | E. Bowell                                              |
| (3640) Gostin           | 1985 TR3               | 11 d'octubre del 1985   | C. S. Shoemaker                                        |
| (3641) Williams Bay     | A922 WC                | 24 de novembre del 1922 | G. van Biesbroeck                                      |
| (3642) Frieden          | 1953 XL1               | 4 de desembre del 1953  | H. Gessner                                             |
| (3643) Tienchanglin     | 1978 UN2               | 29 d'octubre del 1978   | Purple Mountain Observatory                            |
| (3644) Kojitaku         | 1931 TW                | 5 d'octubre del 1931    | K. Reinmuth                                            |
| (3645) Fabini           | 1981 QZ                | 28 d'agost del 1981     | A. Mrkos                                               |
| (3646) Aduatiques       | 1985 RK4               | 11 de setembre del 1985 | H. Debehogne                                           |
| (3647) Dermott          | 1986 AD1               | 11 de gener del 1986    | E. Bowell                                              |
| (3648) Raffinetti       | 1957 HK                | 24 d'abril del 1957     | La Plata Observatory                                   |
| (3649) Guillermina      | 1976 HQ                | 26 d'abril del 1976     | Felix Aguilar Observatory                              |
| (3650) Kunming          | 1978 UO2               | 30 d'octubre del 1978   | Purple Mountain Observatory                            |
| (3651) Friedman         | 1978 VB5               | 7 de novembre del 1978  | E. F. Helin, S. J. Bus                                 |
| (3652) Soros            | 1981 TC3               | 6 d'octubre del 1981    | T. M. Smirnova                                         |
| (3653) Klimishin        | 1979 HF5               | 25 d'abril del 1979     | Nikolai Txernikh                                       |
| (3654) AAS              | 1949 QH1               | 21 d'agost del 1949     | Universitat d'Indiana                                  |
| (3655) Eupraksia        | 1978 SA3               | 26 de setembre del 1978 | L. V. Zhuravleva                                       |
| (3656) Hemingway        | 1978 QX                | 31 d'agost del 1978     | Nikolai Txernikh                                       |
| (3657) Ermolova         | 1978 ST6               | 26 de setembre del 1978 | L. V. Zhuravleva                                       |
| (3658) Feldman          | 1982 TR                | 13 d'octubre del 1982   | E. Bowell                                              |
| (3659) Bellingshausen   | 1969 TE2               | 8 d'octubre del 1969    | L. I. Chernykh                                         |
| (3660) Lazarev          | 1978 QX2               | 31 d'agost del 1978     | Nikolai Txernikh                                       |
| (3661) Dolmatovskij     | 1979 UY3               | 16 d'octubre del 1979   | N. S. Chernykh                                         |
| (3662) Dezhnev          | 1980 RU2               | 8 de setembre del 1980  | L. V. Zhuravleva                                       |
| (3663) Tisserand        | 1985 GK1               | 15 d'abril del 1985     | E. Bowell                                              |
| (3664) Anneres          | 4260 P-L               | 24 de setembre del 1960 | C. J. van Houten, I. van Houten-Groeneveld, T. Gehrels |
| (3665) Fitzgerald       | 1979 FE                | 19 de març del 1979     | A. Mrkos                                               |
| (3666) Holman           | 1979 HP                | 19 d'abril del 1979     | J. C. Muzzio                                           |
| (3667) Anne-Marie       | 1981 EF                | 9 de març del 1981      | E. Bowell                                              |
| (3668) Ilfpetrov        | 1982 UM7               | 21 d'octubre del 1982   | L. G. Karachkina                                       |
| (3669) Vertinskij       | 1982 UO7               | 21 d'octubre del 1982   | L. G. Karachkina                                       |
| (3670) Northcott        | 1983 BN                | 22 de gener del 1983    | E. Bowell                                              |
| (3671) Dionysus         | 1984 KD                | 27 de maig del 1984     | C. S. Shoemaker, E. M. Shoemaker                       |
| (3672) Stevedberg       | 1985 QQ                | 22 d'agost del 1985     | E. Bowell                                              |
| (3673) Levy             | 1985 QS                | 22 d'agost del 1985     | E. Bowell                                              |
| (3674) Erbisbühl        | 1963 RH                | 13 de setembre del 1963 | C. Hoffmeister                                         |
| (3675) Kemstach         | 1982 YP1               | 23 de desembre del 1982 | L. G. Karachkina                                       |
| (3676) Hahn             | 1984 GA                | 3 d'abril del 1984      | E. Bowell                                              |
| (3677) Magnusson        | 1984 QJ1               | 31 d'agost del 1984     | E. Bowell                                              |
| (3678) Mongmanwai       | 1966 BO                | 20 de gener del 1966    | Purple Mountain Observatory                            |
| (3679) Condruses        | 1984 DT                | 24 de febrer del 1984   | H. Debehogne                                           |
| (3680) Sasha            | 1987 MY                | 28 de juny del 1987     | E. F. Helin                                            |
| (3681) Boyan            | 1974 QO2               | 27 d'agost del 1974     | L. I. Chernykh                                         |
| (3682) Welther          | A923 NB                | 12 de juliol del 1923   | K. Reinmuth                                            |
| (3683) Baumann          | 1987 MA                | 23 de juny del 1987     | W. Landgraf                                            |
| (3684) Berry            | 1983 AK                | 9 de gener del 1983     | B. A. Skiff                                            |
| (3685) Derdenye         | 1981 EH14              | 1 de març del 1981      | S. J. Bus                                              |
| (3686) Antoku           | 1987 EB                | 3 de març del 1987      | T. Niijima, T. Urata                                   |
| (3687) Dzus             | A908 TC                | 7 d'octubre del 1908    | A. Kopff                                               |
| (3688) Navajo           | 1981 FD                | 30 de març del 1981     | E. Bowell                                              |
| (3689) Yeates           | 1981 JJ2               | 5 de maig del 1981      | C. S. Shoemaker                                        |
| (3690) Larson           | 1981 PM                | 3 d'agost del 1981      | E. Bowell                                              |
| (3691) Bede             | 1982 FT                | 29 de març del 1982     | L. E. González                                         |
| (3692) Rickman          | 1982 HF1               | 25 d'abril del 1982     | E. Bowell                                              |
| (3693) Barringer        | 1982 RU                | 15 de setembre del 1982 | E. Bowell                                              |
| (3694) Sharon           | 1984 SH5               | 27 de setembre del 1984 | A. W. Grossman                                         |
| (3695) Fiala            | 1973 UU4               | 21 d'octubre del 1973   | H. L. Giclas                                           |
| (3696) Herald           | 1980 OF                | 17 de juliol del 1980   | E. Bowell                                              |
| (3697) Guyhurst         | 1984 EV                | 6 de març del 1984      | E. Bowell                                              |
| (3698) Manning          | 1984 UA2               | 29 d'octubre del 1984   | E. Bowell                                              |
| (3699) Milbourn         | 1984 UC2               | 29 d'octubre del 1984   | E. Bowell                                              |
| (3700) Geowilliams      | 1984 UL2               | 23 d'octubre del 1984   | C. S. Shoemaker, E. M. Shoemaker                       |
| 3701-3800               |                        |                         |                                                        |
| (3701) Purkyně          | 1985 DW                | 20 de febrer del 1985   | A. Mrkos                                               |
| (3702) Trubetskaya      | 1970 NB                | 3 de juliol del 1970    | L. I. Chernykh                                         |
| (3703) Volkonskaya      | 1978 PU3               | 9 d'agost del 1978      | L. I. Chernykh                                         |
| (3704) Gaoshiqi         | 1981 YX1               | 20 de desembre del 1981 | Purple Mountain Observatory                            |
| (3705) Hotellasilla     | 1984 ET1               | 4 de març del 1984      | H. Debehogne                                           |
| (3706) Sinnott          | 1984 SE3               | 28 de setembre del 1984 | B. A. Skiff                                            |
| (3707) Schröter         | 1934 CC                | 5 de febrer del 1934    | K. Reinmuth                                            |
| 3708 -                  | 1974 FV1               | 21 de març del 1974     | University of Chile                                    |
| (3709) Polypoites       | 1985 TL3               | 14 d'octubre del 1985   | C. S. Shoemaker                                        |
| (3710) Bogoslovskij     | 1978 RD6               | 13 de setembre del 1978 | Nikolai Txernikh                                       |
| (3711) Ellensburg       | 1983 QD                | 31 d'agost del 1983     | J. Gibson                                              |
| (3712) Kraft            | 1984 YC                | 22 de desembre del 1984 | E. A. Harlan, A. R. Klemola                            |
| (3713) Pieters          | 1985 FA2               | 22 de març del 1985     | E. Bowell                                              |
| (3714) Kenrussell       | 1983 TT1               | 12 d'octubre del 1983   | E. Bowell                                              |
| (3715) Štohl            | 1980 DS                | 19 de febrer del 1980   | A. Mrkos                                               |
| (3716) Petzval          | 1980 TG                | 2 d'octubre del 1980    | A. Mrkos                                               |
| (3717) Thorenia         | 1964 CG                | 15 de febrer del 1964   | Universitat d'Indiana                                  |
| (3718) Dunbar           | 1978 VS10              | 7 de novembre del 1978  | E. F. Helin, S. J. Bus                                 |
| (3719) Karamzin         | 1976 YO1               | 16 de desembre del 1976 | L. I. Chernykh                                         |
| (3720) Hokkaido         | 1987 UR1               | 28 d'octubre del 1987   | S. Ueda, H. Kaneda                                     |
| (3721) Widorn           | 1982 TU                | 13 d'octubre del 1982   | E. Bowell                                              |
| (3722) Urata            | 1927 UE                | 29 d'octubre del 1927   | K. Reinmuth                                            |
| (3723) Voznesenskij     | 1976 GK2               | 1 d'abril del 1976      | Nikolai Txernikh                                       |
| (3724) Annenskij        | 1979 YN8               | 23 de desembre del 1979 | L. V. Zhuravleva                                       |
| (3725) Valsecchi        | 1981 EA11              | 1 de març del 1981      | S. J. Bus                                              |
| (3726) Johnadams        | 1981 LJ                | 4 de juny del 1981      | E. Bowell                                              |
| (3727) Maxhell          | 1981 PQ                | 7 d'agost del 1981      | A. Mrkos                                               |
| (3728) IRAS             | 1983 QF                | 23 d'agost del 1983     | IRAS                                                   |
| (3729) Yangzhou         | 1983 VP7               | 1 de novembre del 1983  | Purple Mountain Observatory                            |
| (3730) Hurban           | 1983 XM1               | 4 de desembre del 1983  | M. Antal                                               |
| (3731) Hancock          | 1984 DH1               | 20 de febrer del 1984   | Perth Observatory                                      |
| (3732) Vávra            | 1984 SR1               | 27 de setembre del 1984 | Z. Vávrová                                             |
| (3733) Yoshitomo        | 1985 AF                | 15 de gener del 1985    | K. Suzuki, T. Urata                                    |
| (3734) Waland           | 9527 P-L               | 17 d'octubre del 1960   | C. J. van Houten, I. van Houten-Groeneveld, T. Gehrels |
| (3735) Třeboň           | 1983 XS                | 4 de desembre del 1983  | Z. Vávrová                                             |
| (3736) Rokoske          | 1987 SY3               | 26 de setembre del 1987 | E. Bowell                                              |
| (3737) Beckman          | 1983 PA                | 8 d'agost del 1983      | E. F. Helin                                            |
| (3738) Ots              | 1977 QA1               | 19 d'agost del 1977     | Nikolai Txernikh                                       |
| (3739) Rem              | 1977 RE2               | 8 de setembre del 1977  | N. S. Chernykh                                         |
| (3740) Menge            | 1981 EM                | 1 de març del 1981      | H. Debehogne, G. DeSanctis                             |
| (3741) Rogerburns       | 1981 EL19              | 2 de març del 1981      | S. J. Bus                                              |
| (3742) Sunshine         | 1981 EQ27              | 2 de març del 1981      | S. J. Bus                                              |
| (3743) Pauljaniczek     | 1983 EW                | 10 de març del 1983     | E. Barr                                                |
| (3744) Horn-d'Arturo    | 1983 VE                | 5 de novembre del 1983  | Osservatorio San Vittore                               |
| (3745) Petaev           | 1949 SF                | 23 de setembre del 1949 | K. Reinmuth                                            |
| (3746) Heyuan           | 1964 TC1               | 8 d'octubre del 1964    | Purple Mountain Observatory                            |
| (3747) Belinskij        | 1975 VY5               | 5 de novembre del 1975  | L. I. Chernykh                                         |
| (3748) Tatum            | 1981 JQ                | 3 de maig del 1981      | E. Bowell                                              |
| (3749) Balam            | 1982 BG1               | 24 de gener del 1982    | E. Bowell                                              |
| (3750) Ilizarov         | 1982 TD1               | 14 d'octubre del 1982   | L. G. Karachkina                                       |
| (3751) Kiang            | 1983 NK                | 10 de juliol del 1983   | E. Bowell                                              |
| (3752) Camillo          | 1985 PA                | 15 d'agost del 1985     | E. F. Helin, M. A. Barucci                             |
| (3753) Cruithne         | 1986 TO                | 10 d'octubre del 1986   | J. D. Waldron                                          |
| (3754) Kathleen         | 1931 FM                | 16 de març del 1931     | C. W. Tombaugh                                         |
| (3755) Lecointe         | 1950 SJ                | 19 de setembre del 1950 | S. J. Arend                                            |
| (3756) Ruscannon        | 1979 MV6               | 25 de juny del 1979     | E. F. Helin, S. J. Bus                                 |
| 3757 -                  | 1982 XB                | 14 de desembre del 1982 | E. F. Helin, S. Swanson, A. Graps                      |
| (3758) Karttunen        | 1983 WP                | 28 de novembre del 1983 | E. Bowell                                              |
| (3759) Piironen         | 1984 AP                | 8 de gener del 1984     | E. Bowell                                              |
| (3760) Poutanen         | 1984 AQ                | 8 de gener del 1984     | E. Bowell                                              |
| (3761) Romanskaya       | 1936 OH                | 25 de juliol del 1936   | G. N. Neujmin                                          |
| (3762) Amaravella       | 1976 QN1               | 26 d'agost del 1976     | Nikolai Txernikh                                       |
| (3763) Qianxuesen       | 1980 TA6               | 14 d'octubre del 1980   | Purple Mountain Observatory                            |
| (3764) Holmesacourt     | 1980 TL15              | 10 d'octubre del 1980   | Perth Observatory                                      |
| (3765) Texereau         | 1982 SU1               | 16 de setembre del 1982 | K. Tomita                                              |
| (3766) Junepatterson    | 1983 BF                | 16 de gener del 1983    | E. Bowell                                              |
| (3767) DiMaggio         | 1986 LC                | 3 de juny del 1986      | E. F. Helin                                            |
| (3768) Monroe           | 1937 RB                | 5 de setembre del 1937  | C. Jackson                                             |
| (3769) Arthurmiller     | 1967 UV                | 30 d'octubre del 1967   | L. Kohoutek, A. Kriete                                 |
| (3770) Nizami           | 1974 QT1               | 24 d'agost del 1974     | L. I. Chernykh                                         |
| (3771) Alexejtolstoj    | 1974 SB3               | 20 de setembre del 1974 | L. V. Zhuravleva                                       |
| (3772) Piaf             | 1982 UR7               | 21 d'octubre del 1982   | L. G. Karachkina                                       |
| (3773) Smithsonian      | 1984 YY                | 23 de desembre del 1984 | Oak Ridge Observatory                                  |
| (3774) Megumi           | 1987 YC                | 20 de desembre del 1987 | T. Kojima                                              |
| (3775) Ellenbeth        | 1931 TC4               | 6 d'octubre del 1931    | C. W. Tombaugh                                         |
| (3776) Vartiovuori      | 1938 GG                | 5 d'abril del 1938      | H. Alikoski                                            |
| (3777) McCauley         | 1981 JD2               | 5 de maig del 1981      | C. S. Shoemaker                                        |
| (3778) Regge            | 1984 HK1               | 26 d'abril del 1984     | W. Ferreri                                             |
| (3779) Kieffer          | 1985 JV1               | 13 de maig del 1985     | C. S. Shoemaker                                        |
| (3780) Maury            | 1985 RL                | 14 de setembre del 1985 | E. Bowell                                              |
| (3781) Dufek            | 1986 RG1               | 2 de setembre del 1986  | A. Mrkos                                               |
| (3782) Celle            | 1986 TE                | 3 d'octubre del 1986    | P. Jensen                                              |
| (3783) Morris           | 1986 TW1               | 7 d'octubre del 1986    | E. Bowell                                              |
| (3784) Chopin           | 1986 UL1               | 31 d'octubre del 1986   | E. W. Elst                                             |
| (3785) Kitami           | 1986 WM                | 30 de novembre del 1986 | T. Seki                                                |
| (3786) Yamada           | 1988 AE                | 10 de gener del 1988    | T. Kojima                                              |
| (3787) Aivazovskij      | 1977 RG7               | 11 de setembre del 1977 | Nikolai Txernikh                                       |
| (3788) Steyaert         | 1986 QM3               | 29 d'agost del 1986     | H. Debehogne                                           |
| (3789) Zhongguo         | 1928 UF                | 25 d'octubre del 1928   | Y. C. Chang                                            |
| (3790) Raywilson        | 1937 UE                | 26 d'octubre del 1937   | K. Reinmuth                                            |
| (3791) Marci            | 1981 WV1               | 17 de novembre del 1981 | A. Mrkos                                               |
| (3792) Preston          | 1985 FA                | 22 de març del 1985     | C. S. Shoemaker                                        |
| (3793) Leonteus         | 1985 TE3               | 11 d'octubre del 1985   | C. S. Shoemaker                                        |
| (3794) Sthenelos        | 1985 TF3               | 12 d'octubre del 1985   | C. S. Shoemaker                                        |
| (3795) Nigel            | 1986 GV1               | 8 d'abril del 1986      | E. F. Helin                                            |
| (3796) Lene             | 1986 XJ                | 6 de desembre del 1986  | P. Jensen                                              |
| (3797) Ching-Sung Yu    | 1987 YL                | 22 de desembre del 1987 | Oak Ridge Observatory                                  |
| (3798) de Jager         | 2402 T-3               | 16 d'octubre del 1977   | C. J. van Houten, I. van Houten-Groeneveld, T. Gehrels |
| (3799) Novgorod         | 1979 SL9               | 22 de setembre del 1979 | Nikolai Txernikh                                       |
| (3800) Karayusuf        | 1984 AB                | 4 de gener del 1984     | E. F. Helin                                            |
| 3801-3900               |                        |                         |                                                        |
| (3801) Thrasymedes      | 1985 VS                | 6 de novembre del 1985  | Spacewatch                                             |
| (3802) Dornburg         | 1986 PJ4               | 7 d'agost del 1986      | F. Börngen                                             |
| (3803) Tuchkova         | 1981 TP1               | 2 d'octubre del 1981    | L. V. Zhuravleva                                       |
| (3804) Drunina          | 1969 TB2               | 8 d'octubre del 1969    | L. I. Chernykh                                         |
| (3805) Goldreich        | 1981 DK3               | 28 de febrer del 1981   | S. J. Bus                                              |
| (3806) Tremaine         | 1981 EW32              | 1 de març del 1981      | S. J. Bus                                              |
| (3807) Pagels           | 1981 SE1               | 26 de setembre del 1981 | B. A. Skiff, N. G. Thomas                              |
| (3808) Tempel           | 1982 FQ2               | 24 de març del 1982     | F. Börngen                                             |
| (3809) Amici            | 1984 FA                | 26 de març del 1984     | Osservatorio San Vittore                               |
| (3810) Aoraki           | 1985 DX                | 20 de febrer del 1985   | A. C. Gilmore, P. M. Kilmartin                         |
| (3811) Karma            | 1953 TH                | 13 d'octubre del 1953   | L. Oterma                                              |
| (3812) Lidaksum         | 1965 AK1               | 11 de gener del 1965    | Purple Mountain Observatory                            |
| (3813) Fortov           | 1970 QA1               | 30 d'agost del 1970     | T. M. Smirnova                                         |
| (3814) Hoshi-no-mura    | 1981 JA                | 4 de maig del 1981      | T. Furuta                                              |
| (3815) König            | 1959 GG                | 15 d'abril del 1959     | A. König, G. Jackisch, W. Wenzel                       |
| (3816) Chugainov        | 1975 VG9               | 8 de novembre del 1975  | Nikolai Txernikh                                       |
| (3817) Lencarter        | 1979 MK1               | 25 de juny del 1979     | E. F. Helin, S. J. Bus                                 |
| (3818) Gorlitsa         | 1979 QL8               | 20 d'agost del 1979     | Nikolai Txernikh                                       |
| (3819) Robinson         | 1983 AR                | 12 de gener del 1983    | B. A. Skiff                                            |
| (3820) Sauval           | 1984 DV                | 25 de febrer del 1984   | H. Debehogne                                           |
| (3821) Sonet            | 1985 RC3               | 6 de setembre del 1985  | H. Debehogne                                           |
| (3822) Segovia          | 1988 DP1               | 21 de febrer del 1988   | T. Seki                                                |
| (3823) Yorii            | 1988 EC1               | 10 de març del 1988     | M. Arai, H. Mori                                       |
| (3824) Brendalee        | 1929 TK                | 5 d'octubre del 1929    | C. W. Tombaugh                                         |
| (3825) Nürnberg         | 1967 UR                | 30 d'octubre del 1967   | L. Kohoutek                                            |
| (3826) Handel           | 1973 UV5               | 27 d'octubre del 1973   | F. Börngen                                             |
| (3827) Zdeněkhorský     | 1986 VU                | 3 de novembre del 1986  | A. Mrkos                                               |
| (3828) Hoshino          | 1986 WC                | 22 de novembre del 1986 | K. Suzuki, T. Urata                                    |
| (3829) Gunma            | 1988 EM                | 10 de març del 1988     | T. Kojima                                              |
| (3830) Trelleborg       | 1986 RL                | 11 de setembre del 1986 | P. Jensen                                              |
| (3831) Pettengill       | 1986 TP2               | 7 d'octubre del 1986    | E. Bowell                                              |
| (3832) Shapiro          | 1981 QJ                | 30 d'agost del 1981     | E. Bowell                                              |
| (3833) Calingasta       | 1971 SC                | 27 de setembre del 1971 | J. Gibson, C. U. Cesco                                 |
| (3834) Zappafrank       | 1980 JE                | 11 de maig del 1980     | Ladislav Brožek                                        |
| (3835) Korolenko        | 1977 SD3               | 23 de setembre del 1977 | Nikolai Txernikh                                       |
| (3836) Lem              | 1979 SR9               | 22 de setembre del 1979 | N. S. Chernykh                                         |
| (3837) Carr             | 1981 JU2               | 6 de maig del 1981      | C. S. Shoemaker                                        |
| (3838) Epona            | 1986 WA                | 27 de novembre del 1986 | A. Maury                                               |
| (3839) Bogaevskij       | 1971 OU                | 26 de juliol del 1971   | Nikolai Txernikh                                       |
| (3840) Mimistrobell     | 1980 TN4               | 9 d'octubre del 1980    | C. S. Shoemaker                                        |
| (3841) Dicicco          | 1983 VG7               | 4 de novembre del 1983  | B. A. Skiff                                            |
| (3842) Harlansmith      | 1985 FC1               | 21 de març del 1985     | E. Bowell                                              |
| (3843) OISCA            | 1987 DM                | 28 de febrer del 1987   | Y. Oshima                                              |
| (3844) Lujiaxi          | 1966 BZ                | 30 de gener del 1966    | Purple Mountain Observatory                            |
| (3845) Neyachenko       | 1979 SA10              | 22 de setembre del 1979 | Nikolai Txernikh                                       |
| (3846) Hazel            | 1980 TK5               | 9 d'octubre del 1980    | C. S. Shoemaker                                        |
| (3847) Šindel           | 1982 DY1               | 16 de febrer del 1982   | A. Mrkos                                               |
| (3848) Analucia         | 1982 FH3               | 21 de març del 1982     | H. Debehogne                                           |
| (3849) Incidentia       | 1984 FC                | 31 de març del 1984     | E. Bowell                                              |
| (3850) Peltier          | 1986 TK2               | 7 d'octubre del 1986    | E. Bowell                                              |
| (3851) Alhambra         | 1986 UZ                | 30 d'octubre del 1986   | T. Seki                                                |
| 3852 -                  | 1987 DR6               | 24 de febrer del 1987   | H. Debehogne                                           |
| (3853) Haas             | 1981 WG1               | 24 de novembre del 1981 | E. Bowell                                              |
| (3854) George           | 1983 EA                | 13 de març del 1983     | C. S. Shoemaker                                        |
| (3855) Pasasymphonia    | 1986 NF1               | 4 de juliol del 1986    | E. F. Helin                                            |
| (3856) Lutskij          | 1976 QX                | 26 d'agost del 1976     | Nikolai Txernikh                                       |
| (3857) Cellino          | 1984 CD1               | 8 de febrer del 1984    | E. Bowell                                              |
| (3858) Dorchester       | 1986 TG                | 3 d'octubre del 1986    | P. Jensen                                              |
| (3859) Börngen          | 1987 EW                | 4 de març del 1987      | E. Bowell                                              |
| (3860) Plovdiv          | 1986 PM4               | 8 d'agost del 1986      | E. W. Elst, V. G. Ivanova                              |
| (3861) Lorenz           | A910 FA                | 30 de març del 1910     | J. Helffrich                                           |
| (3862) Agekian          | 1972 KM                | 18 de maig del 1972     | T. M. Smirnova                                         |
| (3863) Gilyarovskij     | 1978 SJ3               | 26 de setembre del 1978 | L. V. Zhuravleva                                       |
| (3864) Søren            | 1986 XF                | 6 de desembre del 1986  | P. Jensen                                              |
| (3865) Lindbloom        | 1988 AY4               | 13 de gener del 1988    | H. Debehogne                                           |
| (3866) Langley          | 1988 BH4               | 20 de gener del 1988    | H. Debehogne                                           |
| (3867) Shiretoko        | 1988 HG                | 16 d'abril del 1988     | M. Yanai, K. Watanabe                                  |
| (3868) Mendoza          | 4575 P-L               | 24 de setembre del 1960 | C. J. van Houten, I. van Houten-Groeneveld, T. Gehrels |
| (3869) Norton           | 1981 JE                | 3 de maig del 1981      | E. Bowell                                              |
| (3870) Mayré            | 1988 CG3               | 13 de febrer del 1988   | E. W. Elst                                             |
| (3871) Reiz             | 1982 DR2               | 18 de febrer del 1982   | R. M. West                                             |
| (3872) Akirafujii       | 1983 AV                | 12 de gener del 1983    | B. A. Skiff                                            |
| (3873) Roddy            | 1984 WB                | 21 de novembre del 1984 | C. S. Shoemaker                                        |
| (3874) Stuart           | 1986 TJ1               | 4 d'octubre del 1986    | E. Bowell                                              |
| (3875) Staehle          | 1988 KE                | 17 de maig del 1988     | E. F. Helin                                            |
| (3876) Quaide           | 1988 KJ                | 19 de maig del 1988     | E. F. Helin                                            |
| (3877) Braes            | 3108 P-L               | 24 de setembre del 1960 | C. J. van Houten, I. van Houten-Groeneveld, T. Gehrels |
| (3878) Jyoumon          | 1982 VR4               | 14 de novembre del 1982 | H. Kosai, K. Hurukawa                                  |
| (3879) Machar           | 1983 QA                | 16 d'agost del 1983     | Z. Vávrová                                             |
| (3880) Kaiserman        | 1984 WK                | 21 de novembre del 1984 | C. S. Shoemaker, E. M. Shoemaker                       |
| (3881) Doumergua        | 1925 VF                | 15 de novembre del 1925 | B. Jekhovsky                                           |
| (3882) Johncox          | 1962 RN                | 7 de setembre del 1962  | Universitat d'Indiana                                  |
| (3883) Verbano          | 1972 RQ                | 7 de setembre del 1972  | Nikolai Txernikh                                       |
| (3884) Alferov          | 1977 EM1               | 13 de març del 1977     | N. S. Chernykh                                         |
| (3885) Bogorodskij      | 1979 HG5               | 25 d'abril del 1979     | N. S. Chernykh                                         |
| (3886) Shcherbakovia    | 1981 RU3               | 3 de setembre del 1981  | N. S. Chernykh                                         |
| (3887) Gerstner         | 1985 QX                | 22 d'agost del 1985     | A. Mrkos                                               |
| (3888) Hoyt             | 1984 FO                | 28 de març del 1984     | C. S. Shoemaker                                        |
| (3889) Menshikov        | 1972 RT3               | 6 de setembre del 1972  | L. V. Zhuravleva                                       |
| (3890) Bunin            | 1976 YU5               | 18 de desembre del 1976 | L. I. Chernykh                                         |
| (3891) Werner           | 1981 EY31              | 3 de març del 1981      | S. J. Bus                                              |
| (3892) Dezsö            | 1941 HD                | 19 d'abril del 1941     | L. Oterma                                              |
| (3893) DeLaeter         | 1980 FG12              | 20 de març del 1980     | M. P. Candy                                            |
| (3894) Williamcooke     | 1980 PQ2               | 14 d'agost del 1980     | P. Jekabsons, M. P. Candy                              |
| (3895) Earhart          | 1987 DE                | 23 de febrer del 1987   | C. S. Shoemaker                                        |
| (3896) Pordenone        | 1987 WB                | 18 de novembre del 1987 | J. M. Baur                                             |
| (3897) Louhi            | 1942 RT                | 8 de setembre del 1942  | Y. Väisälä                                             |
| (3898) Curlewis         | 1981 SF9               | 26 de setembre del 1981 | M. P. Candy                                            |
| (3899) Wichterle        | 1982 SN1               | 17 de setembre del 1982 | M. Mahrová                                             |
| (3900) Knežević         | 1985 RK                | 14 de setembre del 1985 | E. Bowell                                              |
| 3901-4000               |                        |                         |                                                        |
| (3901) Nanjingdaxue     | 1958 GQ                | 7 d'abril del 1958      | Purple Mountain Observatory                            |
| (3902) Yoritomo         | 1986 AL                | 14 de gener del 1986    | S. Inoda, T. Urata                                     |
| (3903) Kliment Ohridski | 1987 SV2               | 20 de setembre del 1987 | E. W. Elst                                             |
| (3904) Honda            | 1988 DQ                | 22 de febrer del 1988   | R. H. McNaught                                         |
| (3905) Doppler          | 1984 QO                | 28 d'agost del 1984     | A. Mrkos                                               |
| (3906) Chao             | 1987 KE1               | 31 de maig del 1987     | C. S. Shoemaker                                        |
| 3907 Kilmartin          | A904 PC                | 14 d'agost del 1904     | M. F. Wolf                                             |
| (3908) Nyx              | 1980 PA                | 6 d'agost del 1980      | H.-E. Schuster                                         |
| (3909) Gladys           | 1988 JD1               | 15 de maig del 1988     | K. W. Zeigler                                          |
| (3910) Liszt            | 1988 SF                | 16 de setembre del 1988 | E. W. Elst                                             |
| (3911) Otomo            | 1940 QB                | 31 d'agost del 1940     | K. Reinmuth                                            |
| (3912) Troja            | 1988 SG                | 16 de setembre del 1988 | E. W. Elst                                             |
| (3913) Chemin           | 1986 XO2               | 2 de desembre del 1986  | CERGA                                                  |
| (3914) Kotogahama       | 1987 SE                | 16 de setembre del 1987 | T. Seki                                                |
| (3915) Fukushima        | 1988 PA1               | 15 d'agost del 1988     | M. Yanai, K. Watanabe                                  |
| (3916) Maeva            | 1981 QA3               | 24 d'agost del 1981     | H. Debehogne                                           |
| (3917) Franz Schubert   | 1961 CX                | 15 de febrer del 1961   | F. Börngen                                             |
| (3918) Brel             | 1988 PE1               | 13 d'agost del 1988     | E. W. Elst, G. Sause                                   |
| (3919) Maryanning       | 1984 DS                | 23 de febrer del 1984   | H. Debehogne                                           |
| (3920) Aubignan         | 1948 WF                | 28 de novembre del 1948 | S. J. Arend                                            |
| (3921) Klementʹev       | 1971 OH                | 19 de juliol del 1971   | B. A. Burnasheva                                       |
| (3922) Heather          | 1971 SP3               | 26 de setembre del 1971 | C. Torres                                              |
| (3923) Radzievskij      | 1976 SN3               | 24 de setembre del 1976 | Nikolai Txernikh                                       |
| (3924) Birch            | 1977 CU                | 11 de febrer del 1977   | E. Bowell, C. T. Kowal                                 |
| (3925) Tretʹyakov       | 1977 SS2               | 19 de setembre del 1977 | L. V. Zhuravleva                                       |
| (3926) Ramirez          | 1978 VQ3               | 7 de novembre del 1978  | E. F. Helin, S. J. Bus                                 |
| (3927) Feliciaplatt     | 1981 JA2               | 5 de maig del 1981      | C. S. Shoemaker, E. M. Shoemaker                       |
| (3928) Randa            | 1981 PG                | 4 d'agost del 1981      | P. Wild                                                |
| (3929) Carmelmaria      | 1981 WG9               | 16 de novembre del 1981 | P. Jekabsons                                           |
| (3930) Vasilev          | 1982 UV10              | 25 d'octubre del 1982   | L. V. Zhuravleva                                       |
| (3931) Batten           | 1984 EN                | 1 de març del 1984      | E. Bowell                                              |
| (3932) Edshay           | 1984 SC5               | 27 de setembre del 1984 | M. C. Nolan, C. S. Shoemaker                           |
| (3933) Portugal         | 1986 EN4               | 12 de març del 1986     | R. M. West                                             |
| (3934) Tove             | 1987 DF1               | 23 de febrer del 1987   | P. Jensen, K. Augustesen, H. J. Fogh Olsen             |
| (3935) Toatenmongakkai  | 1987 PB                | 14 d'agost del 1987     | T. Seki                                                |
| (3936) Elst             | 2321 T-3               | 16 d'octubre del 1977   | C. J. van Houten, I. van Houten-Groeneveld, T. Gehrels |
| (3937) Bretagnon        | 1932 EO                | 14 de març del 1932     | K. Reinmuth                                            |
| (3938) Chapront         | 1949 PL                | 2 d'agost del 1949      | K. Reinmuth                                            |
| (3939) Huruhata         | 1953 GO                | 7 d'abril del 1953      | K. Reinmuth                                            |
| (3940) Larion           | 1973 FE1               | 27 de març del 1973     | L. V. Zhuravleva                                       |
| (3941) Haydn            | 1973 UU5               | 27 d'octubre del 1973   | F. Börngen                                             |
| (3942) Churivannia      | 1977 RH7               | 11 de setembre del 1977 | Nikolai Txernikh                                       |
| (3943) Silbermann       | 1981 RG1               | 3 de setembre del 1981  | F. Börngen                                             |
| (3944) Halliday         | 1981 WP1               | 24 de novembre del 1981 | E. Bowell                                              |
| (3945) Gerasimenko      | 1982 PL                | 14 d'agost del 1982     | Nikolai Txernikh                                       |
| (3946) Shor             | 1983 EL2               | 5 de març del 1983      | L. G. Karachkina                                       |
| (3947) Swedenborg       | 1983 XD                | 1 de desembre del 1983  | E. Bowell                                              |
| (3948) Bohr             | 1985 RF                | 15 de setembre del 1985 | P. Jensen                                              |
| (3949) Mach             | 1985 UL                | 20 d'octubre del 1985   | A. Mrkos                                               |
| 3950 -                  | 1986 CH                | 8 de febrer del 1986    | S. Inoda, T. Urata                                     |
| (3951) Zichichi         | 1986 CK1               | 13 de febrer del 1986   | Osservatorio San Vittore                               |
| (3952) Russellmark      | 1986 EM2               | 14 de març del 1986     | Bulgarian National Observatory                         |
| (3953) Perth            | 1986 VB6               | 6 de novembre del 1986  | E. Bowell                                              |
| (3954) Mendelssohn      | 1987 HU                | 24 d'abril del 1987     | F. Börngen                                             |
| (3955) Bruckner         | 1988 RF3               | 9 de setembre del 1988  | F. Börngen                                             |
| (3956) Caspar           | 1988 VL1               | 3 de novembre del 1988  | P. Jensen                                              |
| (3957) Sugie            | 1933 OD                | 24 de juliol del 1933   | K. Reinmuth                                            |
| (3958) Komendantov      | 1953 TC                | 10 d'octubre del 1953   | P. F. Shajn                                            |
| (3959) Irwin            | 1954 UN2               | 28 d'octubre del 1954   | Universitat d'Indiana                                  |
| (3960) Chaliubieju      | 1955 BG                | 20 de gener del 1955    | Purple Mountain Observatory                            |
| (3961) Arthurcox        | 1962 OB                | 31 de juliol del 1962   | Universitat d'Indiana                                  |
| (3962) Valyaev          | 1967 CC                | 8 de febrer del 1967    | T. M. Smirnova                                         |
| (3963) Paradzhanov      | 1969 TP2               | 8 d'octubre del 1969    | L. I. Chernykh                                         |
| (3964) Danilevskij      | 1974 RG1               | 12 de setembre del 1974 | L. V. Zhuravleva                                       |
| (3965) Konopleva        | 1975 VA9               | 8 de novembre del 1975  | Nikolai Txernikh                                       |
| (3966) Cherednichenko   | 1976 SD3               | 24 de setembre del 1976 | N. S. Chernykh                                         |
| (3967) Shekhtelia       | 1976 YW2               | 16 de desembre del 1976 | L. I. Chernykh                                         |
| (3968) Koptelov         | 1978 TU5               | 8 d'octubre del 1978    | L. I. Chernykh                                         |
| (3969) Rossi            | 1978 TQ8               | 9 d'octubre del 1978    | L. V. Zhuravleva                                       |
| (3970) Herran           | 1979 ME9               | 28 de juny del 1979     | C. Torres                                              |
| (3971) Voronikhin       | 1979 YM8               | 23 de desembre del 1979 | L. V. Zhuravleva                                       |
| (3972) Richard          | 1981 JD3               | 6 de maig del 1981      | C. S. Shoemaker                                        |
| (3973) Ogilvie          | 1981 UC1               | 30 d'octubre del 1981   | L. G. Taff                                             |
| (3974) Verveer          | 1982 FS                | 28 de març del 1982     | E. Bowell                                              |
| 3975 Verdi              | 1982 UR3               | 19 d'octubre del 1982   | F. Börngen                                             |
| (3976) Lise             | 1983 JM                | 6 de maig del 1983      | N. G. Thomas                                           |
| (3977) Maxine           | 1983 LM                | 14 de juny del 1983     | C. S. Shoemaker                                        |
| (3978) Klepešta         | 1983 VP1               | 7 de novembre del 1983  | Z. Vávrová                                             |
| (3979) Brorsen          | 1983 VV1               | 8 de novembre del 1983  | A. Mrkos                                               |
| (3980) Hviezdoslav      | 1983 XU                | 4 de desembre del 1983  | A. Mrkos                                               |
| (3981) Stodola          | 1984 BL                | 26 de gener del 1984    | A. Mrkos                                               |
| (3982) Kastelʹ          | 1984 JP1               | 2 de maig del 1984      | L. G. Karachkina                                       |
| (3983) Sakiko           | 1984 SX                | 20 de setembre del 1984 | A. Mrkos                                               |
| (3984) Chacos           | 1984 SB6               | 21 de setembre del 1984 | H. Debehogne                                           |
| (3985) Raybatson        | 1985 CX                | 12 de febrer del 1985   | C. S. Shoemaker                                        |
| (3986) Rozhkovskij      | 1985 SF2               | 19 de setembre del 1985 | Nikolai Txernikh                                       |
| (3987) Wujek            | 1986 EL1               | 5 de març del 1986      | E. Bowell                                              |
| 3988 -                  | 1986 LA                | 4 de juny del 1986      | E. F. Helin                                            |
| (3989) Odin             | 1986 RM                | 8 de setembre del 1986  | P. Jensen                                              |
| (3990) Heimdal          | 1987 SO3               | 25 de setembre del 1987 | P. Jensen                                              |
| (3991) Basilevsky       | 1987 SW3               | 26 de setembre del 1987 | E. Bowell                                              |
| (3992) Wagner           | 1987 SA7               | 29 de setembre del 1987 | F. Börngen                                             |
| (3993) Šorm             | 1988 VV5               | 4 de novembre del 1988  | A. Mrkos                                               |
| (3994) Ayashi           | 1988 XF                | 2 de desembre del 1988  | M. Koishikawa                                          |
| (3995) Sakaino          | 1988 XM                | 5 de desembre del 1988  | T. Kojima                                              |
| (3996) Fugaku           | 1988 XG1               | 5 de desembre del 1988  | M. Arai, H. Mori                                       |
| (3997) Taga             | 1988 XP1               | 6 de desembre del 1988  | A. Sugie                                               |
| (3998) Tezuka           | 1989 AB                | 1 de gener del 1989     | T. Kojima                                              |
| (3999) Aristarchus      | 1989 AL                | 5 de gener del 1989     | T. Kojima                                              |
| (4000) Hipparchus       | 1989 AV                | 4 de gener del 1989     | S. Ueda, H. Kaneda                                     |